# Operațiunea Badr (1973)
Operațiunea Badr a fost numele de cod pentru operațiunea militară egipteană de a traversa Canalul Suez și de a trece de Linia Bar-Lev a fortificațiilor israeliene la 6 octombrie 1973. Lansat în legătură și concomitent cu un atac sirian pe Înălțimile Golan, acest atac a marcat începutul Războiului de Iom Kipur.
Dacă Războiul de Șase Zile a dat Israelului un motiv de jubilare, acest război a aruncat o umbra lungă asupra întregului Orient Mijlociu Orient, mai ales asupra Egiptului și Siriei, care din cauza războiului au pierdut teritorii. Capacitatea lor militară lor a fost în mare măsură distrusă, iar economiile lor au suferit de pe urma cheltuielilor militare uimitoare, necesare pentru a-și înlocui pierderile. Ocupația israeliană a Peninsulei Sinai, și a Înălțimilor Golan a continuat rănind profund psihicul arab național, arabii simțindu-se stigmartizați. În tot Orientul Mijlociu, națiunile arabe au adoptat obiective politice naționale pan-arabe, inclusiv retragerea israelienilor din teritoriile ocupate și soluționarea problemei refugiaților palestinieni. Israelul, având o zonă de tampon cu teritoriile ocupate și îndemnat de un sentiment de superioritate militară generală, era sigur că ar putea zdrobi orice încercare militară arabă care ar forța militar aceste deziderate politice. Israelienii erau convinși că ar putea în cele din urmă să-i forțeze pe arabi să facă pace în condițiile dictate de israelieni, fiind mulțumiți mulțumiți de poziția lor.
Operațiunea Badr a fost precedată de exerciții militare de pregătire începând din 1968, planificarea operațională a început în 1971, cu o operațiune de diversiune. În stadiile de deschidere a atacului, cunoscut sub numele de "Trecerea", inginerii geniști au folosit tunuri de apă pentru a îndepărta rapid zidul de nisip de pe malul estic al canalului Suez, care varia în înălțime între 20-25 de metri astfel formând numeroase pasaje prin peretele de nisip, după care au întins poduri și au adus feriboturi, pentru a traversa cu blindatele canalul. Infanteria egipteană a atacat fortificațiile Liniei Bar-Lev și a fost contraatacată de blindatele și infanteria israeliană.

Atacul a surprins israelienii, iar până la 7 octombrie trecerea a fost completă, iar malul de est al canalului a fost ocupat de cinci divizii de infanterie egiptene. Infanteria a stabilit poziții defensive în capul de pod, care se întindea pe un front de 160 de kilometri (99 mile). După o perioadă ambiguă, pe 7 octombrie, rezervele armatei israeliene au ajuns la fața locului și au lansat un contraatac la orașul Ismailia. Forțele egiptene au reușit să folosească arme antitanc pentru a respinge blindatele israeliene și au avansat mai departe. Până la sfârșitul lunii octombrie 8, Egiptul a ocupat o fâșie de teritoriu de-a lungul întregului mal estic al canalului, pe o adâncime de aproximativ 15 kilometri.
Aceasta a fost prima victorie importantă pentru egipteni, după înfrângerea lor amară în Războiul de Șase Zile din 1967. Statului evreu, luat în totalitate prin surprindere, i-a luat câteva zile să-și revină. Confruntată cu această situație fără precedent, pentru israelieni, care s-au considerat invincibili și incapacitatea serviciilor lor de informații de a anticipa atacul a fost un cutremur, care a lovit clasa lor politică și apoi i-a adus la masa negocierilor.

## De la Războiul de Șase Zile până la venirea lui Sadat (1967–1970)

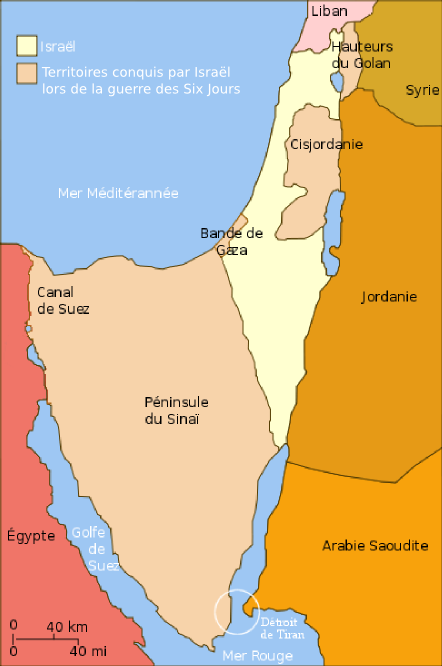
Harta geopolitică a regiunii după Războiul de șase zile

La sfârșitul Războiului de șase zile, Israelul deținea întreaga peninsulă Sinai, cu excepția portului Fouad. Câștigarea de către Israel a războiului de șase zile a dus la un sentiment de securitate în Israel; teritoriul ocupat a asigurat adâncime strategică apărării țării. În consecință, Israelul și Egiptul au ignorat Rezoluția 242 a Consiliului de Securitate al Națiunilor Unite (CSONU), care a solicitat retragerea din teritoriile ocupate în schimbul recunoașterii arabe și au încetat negocierile între țări. Premierul israelian Golda Meir a avut ca scop menținerea status quo-ului și a crezut că puterea militară a țării sale ar asigura pacea cu națiunile arabe în condițiile impuse de Israel.  Egipt, urmârând "politica celor trei", a refuzat să recunoască Israelul sau chiar să negocieze direct, preferând discuțiile prin terțe părți.
Războiul din 1967 a epuizat puternic puterea militară a Egiptului, deoarece majoritatea forței sale aeriene și o mare cantitate de echipament au fost distruse. Asistența sovietică a ajutat armata egipteană să înceapă reconstrucția forțelor lor armate la scurt timp după război și, în septembrie 1968, forțele terestre egiptene s-au recuperat suficient pentru a contesta prezența israeliană la est de canalul Suez. Războiul de Uzură a început cu barajele de artilerie egipteană și cu raiduri de comando în Peninsula Sinai, care au avut ca răspuns atacuri israeliene în profunzimea teritoriului Egiptean și de raiduri cu elicoptere în Egipt. Incapacitatea Egiptului de a contesta superioritatea aeriană israeliană a condus la activități de consolidare a apărării antiaeriene, cu echipamente operate de militari sovietici, pentru a protejarea părți din interiorul Egiptului, împiedicând astfel israelienii să lanseze raiduri în profunzimea teritoriului egiptean și permițând egiptenilor să-și reconstruiască apărarea aeriană. Îmbunătățirile defensive au dus la creșterea pierderilor aeriene israeliene, ceea ce a condus la acord de încetarea focului din august 1970, care a durat până în 1973. Președintele egiptean Gamal Abdel Nasser a murit în septembrie 1970, fiind urmat de Anwar Sadat 

## Tactici și tehnici

#### Strategia egipteană

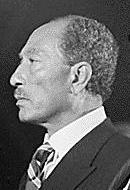
Anwar Sadat, președintele egiptean în anul 1978

Președintele Sadat credea, că problemele economice, politice, sociale și militare ale Egiptului au fost rezultatul Războiului de șase zile. El credea, că soluția la aceste probleme se întemeia pe eliminarea umilinței înfrângerii din 1967, deci trebuia să recâștige Peninsula Sinai. În 1971, Sadat a demarat crearea unei baze politice și militare coordonate, pentru a realiza acest lucru. În februarie, el a propus o retragere treptată a Israelului din Sinai, care ar fi presupus o redeschidere a Canalului Suez și îndeplinirea de către Israel a Rezoluției ONU nr. 242, inclusiv soluționarea problemei refugiaților palestinieni. În schimb, Egiptul urma să semneze un tratat de pace cu Israelul și să restabilească relațiile cu Statele Unite. Totuși, insistența israeliană asupra păstrării teritoriului necesar securității sale, ținând cont de dimensiunea foarte redusă a teritoriului țării, a dus la încetarea eforturilor diplomatice .
În același timp, Sadat a căutat, să îmbunătățească capacitățile militare ale Egiptului, iar în martie a început prima sa din cele patru călătorii în Uniunea Sovietică pentru a obține arme și muniții pentru a acoperi pierderile în Războiul de Uzură. El și-a declarat public dorința de a merge la război și a marcat anul 1971 ca fiind "anul deciziei". Cu toate acestea, sovieticii nu au reușit să livreze echipamentele militare promise, iar Sadat a exclus o ofensivă în acel an. Odată cu apropierea anului 1971, amenințările lui Sadat au fost respinse de Israel, ca fiind o retorică arabă goală. Adăugat la poziția politică deja slabă, liderii arabi în 1972 au ajuns la un consens, potrivit căruia era fără speranță o soluție diplomatică a conflictului. Medierea americană a scăzut în mod constant, încetând până la jumătatea anului 1973.
În 1972, Statele Unite și Uniunea Sovietică s-au concentrat pe politica de destindere. Arabii erau îngrijorați, deoarece aceasta însemna că situația lor militară în ceea ce privește Israelul ar rămâne în dezavantaj. Crezând că toate căile diplomatice au ajuns la impas, Sadat s-a concentrat pe luarea unor măsuri militare decisive. Un conflict reînnoit cu Israelul ar fi perturbat intervenția sovieto-americană, și ar fi făcut soluția conflictului arabo-israelian o problemă centrală pentru Israel, SUA și URSS..

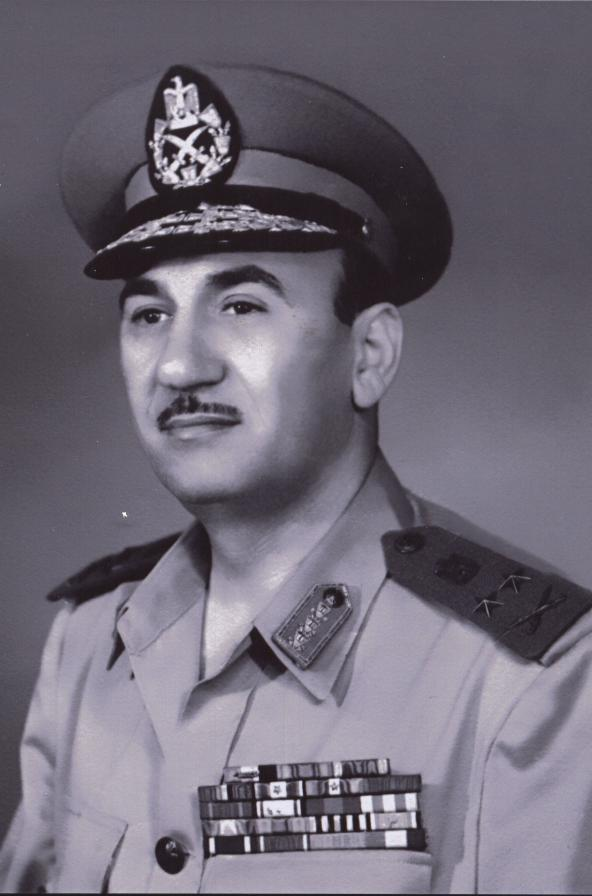
Generalul Mohamed Ahmed Sadek

Un număr de comandanți egipteni doreau un război general pentru a recâștiga cel puțin o parte semnificativă din peninsula Sinai. Această părere a fost în special susținută de ministrul de război, generalul Mohammed Ahmed Sadek. Cu toate acestea, în ianuarie 1972, Sadek a recunoscut că forțele armate ale Egiptului nu erau pregătite pentru un război de recâștigare a teritoriilor pierdute, doar peste aproximativ cinci până la zece ani. Sadek a citat studii, care veneau în contradicție cu o ofensivă limitată; Analizele egiptene au estimat, că în cazul forțării canalului Suez vor avea aproximativ 17.000 de victime, în timp ce estimările sovietice au evaluat cifrele victimelor egiptene la un număr de 35.000 de militari. Sadek a subliniat, că pierderile imense în caz de conflict militar ar anula orice câștiguri militare și politice a unei ofensive limitate, care ar urma după eliberarea întregii, sau a majorității peninsulei Sinai.
Din motive politice, Sadat a respins argumentele lui Sadek. Poziția politică a guvernului a fost periculoasă, deoarece publicul egiptean, înfuriat de situația "fără război, fără pace", cerea acțiuni. Economia, care deja suferea de pe urma pierderii veniturilor în urma exploatării Canalului Suez, a cărui mal estic era ocupat de israelieni, și a câmpurilor petrolifere din Peninsula Sinai, ocupat în întregime, nu ar fi reușit să facă față cerințelor țării în caz de război pe o perioadă îndelungată. Războiul era o opțiune disperată, iar în circumstanțele actuale singura soluție era o ofensivă limitată.
La o sesiune a Consiliului comun de apărare al Ligii Arabe din 27-30 ianuarie 1973, Egiptul a prezentat un raport, care sublinia, că un atac împotriva Israelului, din cauza supremației aeriene israeliene ar trebui să fie efectuat simultan de Egipt, Siria și Iordania. Potrivit raportului, Egiptul și forțele aeriene ale Siriei, dacă ar fi întărite cu 16 escadrile de avioane din alte țări arabe, ar obține o superioritate numerică. Cu toate acestea, israelienii au compensat acest lucru prin formarea superioară, avionica, încărcătura utilă a avioanelor și armamentul. Un atac arab simultan ar fi putut dilua eficacitatea forțelor aeriene israeliene (IAF) și ar fi forțat forțele terestre israeliene să lupte împotriva arabilor pe un război cu două fronturi .
În aceeași lună, președintele sirian Hafez al-Assad a făcut cunoscut intențiile sale de a merge la război împotriva Israelului. Egiptul și Siria au convenit să coordoneze acțiunea militară prin negocieri, iar miniștrii de război respectivi au formulat o strategie militară comună. Egiptul avea sprijinul politic al mai multor țări arabe, producătoare de petrol. Sadat a discutat posibilitatea utilizării petrolului ca armă economică pentru a presa guvernele occidentale să adopte politici mai pro-arabe. În timpul războiului, națiunile arabe producătoare de petrol, în primul rând Libia și Arabia Saudită, au inițiat un embargo asupra petrolului, iar mai multe au trimis forțe de testare către liniile de front. 
Sadat a cerut prudență comandanților săi, avertizând chiar pe ministrul său de război, Ahmed Ismail Ali, 
| “ | Să nu pierdem armata ca în 1967 | ” |

La 3 iunie 1971, el a prezentat viziunea unui război limitat:
| “ | Vreau să planificăm [ofensiva] în limitele capacităților noastre, nimic mai mult. Traversați canalul, ocupați și țineți chiar zece centimetri din Sinai. Exagerez, bineînțeles, dar asta mă va ajuta foarte mult și va schimba complet situația politică la nivel internațional și în rândurile militarilor arabi. | ” |

Strategia lui Sadat a fost concepută pentru a obține un succes politic, fără a avea nevoie de o victorie militară cuprinzătoare și, prin urmare, având în vedere inferioritatea marcată a armatei egiptene față de forțele israeliene de apărare, acest lucru necesitând doar un război limitat. 
O operațiune limitată a fost susținută de șeful Statului Major al Forțelor Armate ale Egiptului Saad El Shazly . 
El a susținut, că Israelul are două deficiențe fatale. Prima dintre acestea este incapacitatea sa de a susține pierderi umane din cauza numărului redus de forțe disponibile pentru armată. Al doilea fiind incapacitatea Israelului de a susține un război prelungit, pentru că în caz de conflict militar va mobiliza aproximativ 18% din populația evreiască. Un război defensiv prelungit și limitat poate să valorifice cel mai bine ambele slăbiciuni ale Israelului. 

#### Apărarea israeliană

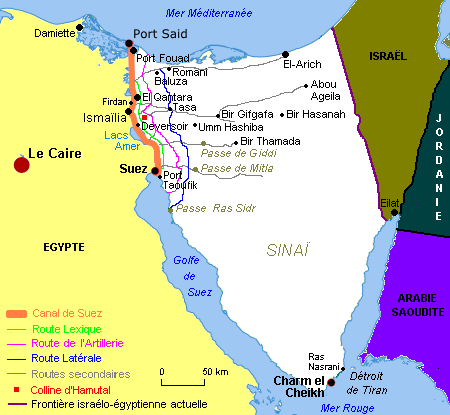
Harta regiunii cu drumurile utilizate de israelieni la apărarea Liniei Bar-Lev.

Israelienii au construit o serie de fortificații de-a lungul canalului, numit Linia Bar-Lev, considerat de necucerit. Lucrarea principală era un imens zid de nisip artificial construit de geniștii israelieni (cu înălțime de la 18 la 25 de metri și cu înclinare de 45 până la 60 grade), de-a lungul întregii lungimi a canalului. Această barieră era întărită cu beton armat, care o proteja de orice încercare de a traversa peretele cu vehicule amfibii. Israelienii credeau, că pentru a distruge această barieră de nisip cu explozibili, ar fi durat cel puțin douăzeci și patru până la patruzeci și opt de ore . 
În spatele acestui zid se afla un lanț de 22 fortificații care aveau 35 de puncte fortificate. În medie, aceste fortificații erau la o distanță de 10 km  unele de altele. Aveau mai multe trepte îngropate adânc în nisip și ofereau  rezistență împotriva unei bombe de aproximativ 500 kg. Aceste puncte fortificate includeau tranșee, sârmă ghimpată, terenuri minate cu o lățime de 200 de metri, numeroase buncăre și barăci pentru trupe, precum și poziții de tragere împotriva tancurilor . Fiecare poziție are un rezervor subteran umplut cu țiței. Acestea din urmă puteau fi deversate în Canalul Suez printr-un sistem de conducte, apoi aprinse și creau temperaturi în jur de 700 °C . O a doua linie de apărare se afla la o distanță de la 300 la 500 de metri în spatele liniei principale, concentrate în zone cu risc de trecere, fiind proiectate pentru a fi ocupate de forțele blindate, ca o nouă poziție. O a treia linie defensivă, plasată între 3 și 5 km în spatele liniei Bar-Lev, erau orientate pentru a proteja drumurile și accesul principal, care aveau cea mai mare probabilitate să fie atacate. În spatele acestor linii se aflau zone de concentrare de blindate și artilerie și depozite de materiale și numeroase poziții de artilerie etc.

### Planificarea și pregătirea atacului egiptean

#### Planul de ofensivă

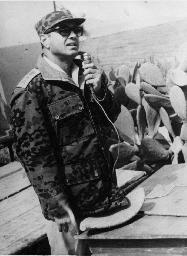
Lt. Gen. Saad El Shazly responsabil pentru planificarea ofensivei cu trecerea canalului Suez

Generalul locotenent Mohammed Fawzi, care a fost predecesorul lui Sadek în calitate de ministru al apărării, organiza periodic simulări tactice. Aceste exerciții aveau obiective și scopuri operaționale nerealiste, care depășeau considerabil capacitățile armatei egiptene. Atunci când generalul Saad El Shazly a devenit șef de stat major în 16 mai 1971, nu existau încă planuri ofensive. Mai degrabă, a existat un plan defensiv denumit Operațiunea 200 și o alternativă mai agresivă numită Operațiunea Granit. Deși Granit a încorporat raiduri și atacuri în Sinai, a fost în esență un plan defensiv. În evaluarea capacităților militare, el concluziona, că forța aeriană era partea cea mai slabă a armatei. Forțele aeriene egiptene erau depășite de omologii lor israelieni sub diferite aspecte, iar piloții israelieni erau de asemenea mai experimentați. Un avion de bază a FAI era F-4 Phantom II, un avion de vânătoare / bombardier de generația a treia. Odată cu izbucnirea războiului, în octombrie 1973, IDF avea în serviciu 122 de F-4E și 6 bucăți RF-4E (R denotând varianta de recunoaștere a avionului).
Pentru a compensa slăbiciunile forțelor aeriene egiptene, egiptenii și-au dezvoltat apărarea aeriană. Ei au plasat sisteme de rachete antiaeriene sol-aer imobile (SAM) de tipul SA-2 și SA-3, care constituiau coloana vertebrală a sistemului de apărare antiaeriană egipteană, precum și sisteme mobile SA-6 și ZSU-23-4 autopropulsate, și rachete portabile SA-7, în plus față de mii de tunuri anti-aeriene. Aceste aparate de apărare ofereau o "umbrelă" protectoare asupra forțelor terestre egiptene. Cu toate acestea, sistemele SA-2 și SA-3, fiind imobile, puteau fi mutate la un nou loc în cel mai bun caz în nouă ore. Sistemele SA-6 erau disponibile doar în număr limitat, insuficiente pentru a asigura o protecție antiaeriană adecvată pentru a proteja avansarea forțelor blindate. Era nevoie de o salvă de 6 până la 10 rachete egiptene antiaeriene SA-2, pentru a obține o șansă de peste 50% de a lovi un avion israelian.

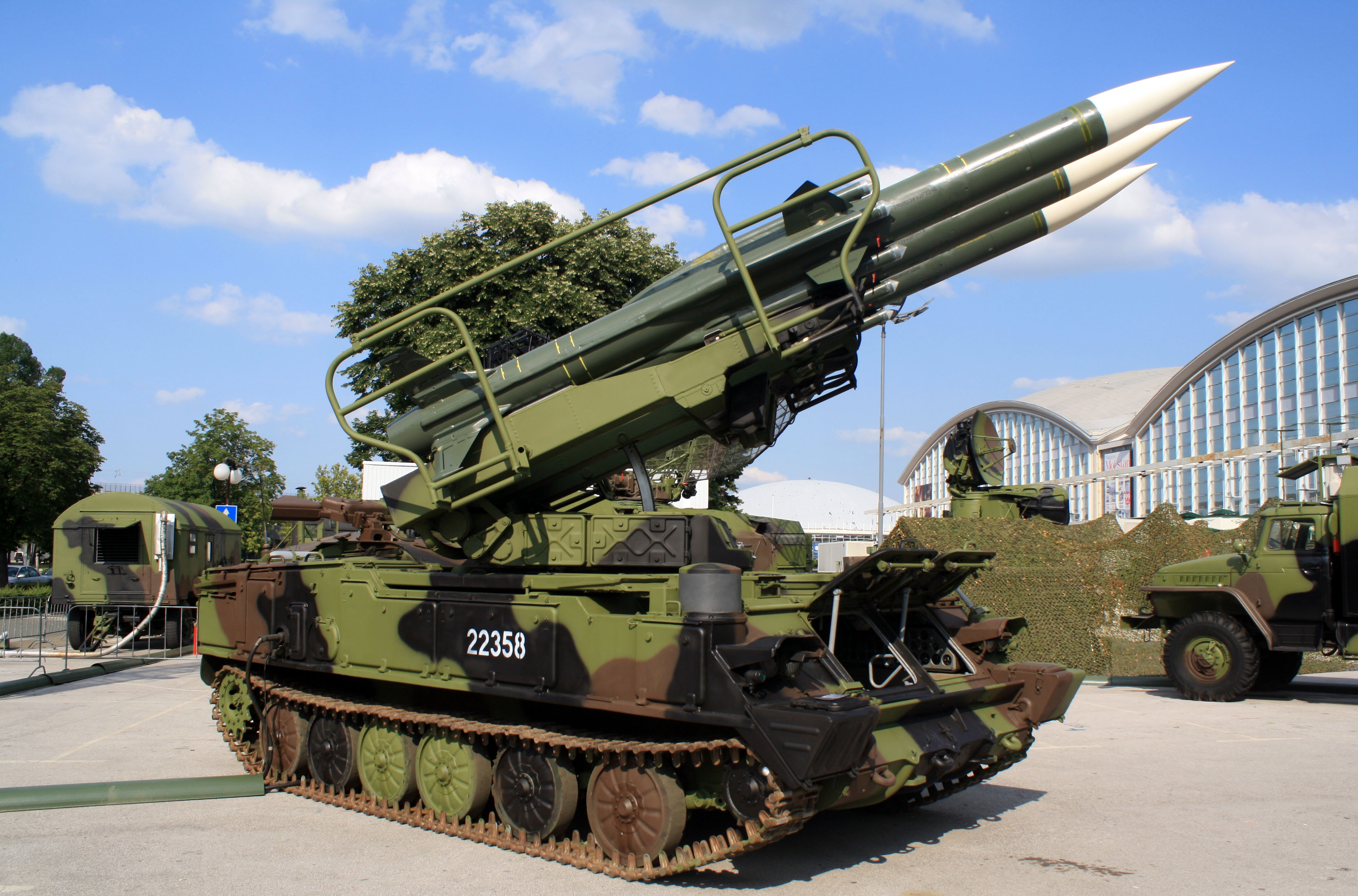
Rachete antiaeriene autopropulsate SA-6 (cod sovietic: 2K12 "Kub")

#### Operațiunea 41 și Operațiunea Minaretele Înalte
Datorită acestor restricții, Shazly a susținut un atac limitat asupra canalului, spre deosebire de Sadek. Cu toate acestea, Sadek a autorizat planificarea a două planuri ofensive, începând din iulie 1971. Prima operațiune a fost Operațiunea 41, care a implicat o ofensivă de-a lungul întregului canal Suez, cu scopul de a asigura trecerile cheie spre Peninsula Sinai. Planul a fost elaborat în cooperare cu consilierii sovietici. Obiectivele acestei operațiuni au fost, cu toate acestea, peste capacitățile armatei egiptene și Shazly vedea în ele doar mijloace care să îi determine pe sovietici să livreze mai mult echipament militar. Planul încuraja, de asemenea, sirienii să se alăture unui atac împotriva Israelului. Operațiunea 41 a fost finalizată în septembrie 1971, iar în luna următoare, Sadat și Sadek au zburat la Moscova pentru a încheia cea mai mare tranzacție de armament din Egipt, primind 100 de avioane de vânătoare MiG-21, 10 bombardiere Tu-16, rachete antiaeriene SA-6 și artilerie grea. Operațiunea 41 a fost redenumită Operațiunea Granit Doi. 
Cel de al doilea plan, codificat Operațiunea Minarete înalte avea menirea, să se forțeze canalul Suez de-a lungul canalului în cinci zone separate. Egiptenii aveau să avanseze 10-15 kilometri (6.2-9.3 mile), după care aveau să stabilească poziții defensive. Prin limitarea avansului lor, forțele terestre egiptene ar fi rămas în raza rachetelor antiaeriene sol-aer proprii, care le-ar oferi o "umbrelă" protectoare, anulând astfel avantajul aerian israelian. În acest mod Operațiunea Minarete înalte a fost planificată în conformitate cu capacitățile armatei egiptene. Schița planului a fost finalizată până în septembrie 1971 într-un secret absolut.
Cum Sadek refuza în continuare conceptul de război limitat, între el și Sadat au apărut tensiuni. După o întâlnire aprinsă a comandanților superiori, ministrul de război a fost demis. Înlocuitorul său, generalul-maior Ahmad Ismail Ali, a fost în favoarea unei ofensive limitate.
Operațiunea Minarete înalte a continuat să fie dezvoltată ca singurul plan de ofensivă viabil, cu venirea primăverii anului 1973 fiind posibilă data lansării operațiunii. Pe baza estimărilor serviciilor secrete, principalele contraatacuri israeliene s-ar fi desfășurat la 6-8 ore după începerea asaltului egiptean cu trei divizii blindate, în timp ce sprijinul blindat pentru trecerea canalului nu ar fi fost disponibile în cel puțin 12 ore. Pentru a face față acestei situații, infanteria egipteană ar fi fost aprovizionată cu un număr mare de rachete antitanc ghidate prin fir (ATGM) și grenade antitanc propulsate de rachete (RPG). Armele portabile anti-tanc erau în principal RPG-7 și mai puțin numeroasele AT-3 Sagger ghidate prin fir, precum și sute de puști fără recul și arme convenționale. Racheta Sagger ghidată manual avea o rază de acțiune mare și o încărcătură explozivă puternică, avea o viteză scăzută în zbor, permițând țintei (cum ar fi un tanc) să efectueze manevră de evitare sau să răspundă cu foc. Raza sa minimă de 500-800 de metri  ar fi creat o zonă semnificativă de zonă moartă, care urma să fie acoperită de RPG, împreună cu puștile fără recul B-10 și B-11. În plus, mai erau grenadele antitanc RPG-43. Infanteria de asalt a fost dotată cu dispozitive de vedere pe timp de noapte cu infraroșu și ochelari de sudor pentru a contracara o tactică adesea folosită de israelieni, montarea proiectoarelor de xenon pe tancuri și vehicule pentru a orbi infanteria inamicului pe timp de noapte. 

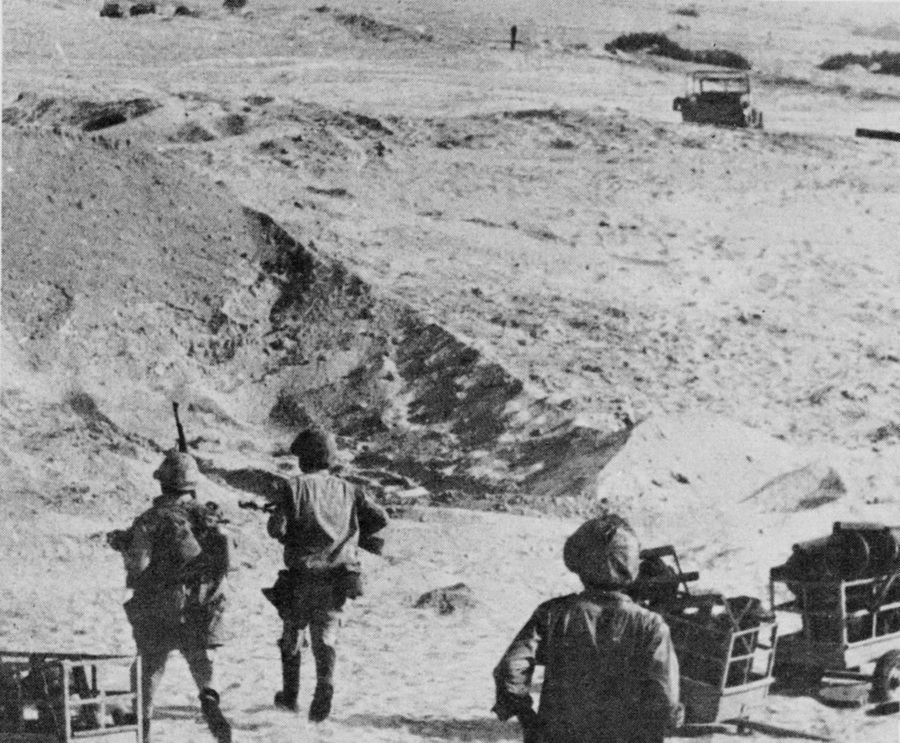
Soldați egipteni cu căruță pe malul estic al canalului. Trase de doi oameni, aceste căruțe au ajuns pe celălalt mal înainte ca niciun vehicul să reușească să treacă

Pentru a permite infanteriei să care ATGM-uri, RPG-uri, arme de foc, mitraliere și mine, înainte ca podurile să fie puse, planul a fost realizat în două etape. În prima etapă urma să fie create cinci seturi diferite, mai ușoare, dotate cu sticle de apă mai mari și putând să transporte hrană pentru 24 de ore. Fiecare set de teren a fost conceput special pentru a răspunde nevoilor diverselor echipe de atac. Cealaltă soluție era să se folosească cărucioare din lemn cu patru roți pentru a transporta echipamente, arme și muniții. Peste 2.200 de astfel de cărucioare vor fi folosite la traversare, asigurând o capacitate de a transporta aproape 330 de tone de material. Scările de frânghii, cu trepte de lemn vor fi utilizate pentru a ridica muniția și echipamentul greu, cum ar fi pușca fără recul B-11, până la vârful peretelui de nisip.
Operațiunea Minaretele înalte au cerut infanteriei de asalt să creeze poduri la o adâncime de 5 kilometri și 8 km lățime în teritoriul inamic. Perimetrul relativ redus ar fi sporit densitatea focului, iar inițial atacul ar fi primit foc de sprijin de pe dunele de nisip de pe malul vestic. Odată ce întăririle și blindatele ar fi traversat, capetele de pod urmau să fi adâncite la 8 km. Acest lucru trebuia realizat în 18 ore de la începerea operației. Forțele aviatice și maritime ar fi efectuat atacuri și ambuscade pentru a întârzia rezervele israeliene care s-ar fi îndreptat spre linia Bar Lev.
Primăvara anului 1973 a trecut fără ca ofensiva să fie lansată. La data de 21 august a aceluiași an, într-un secret deplin, șase comandanți sirieni de rang înalt, folosind nume și pașapoarte false, au sosit din Latakia la portul Alexandria într-un vas de călători sovietic care transporta persoane în vacanță. Printre comandanții sirieni s-au aflat, ministrul Apărării, generalul Mustafa Tlass, și șeful Statului Major General, Yusuf Shakkour. În următoarele două zile, aceștia au discutat cu omologii lor egipteni la comandamentul central maritim egiptene din Palatul Ras El Tin. La 23 august, două documente au fost ratificate de Shazly și Shakkour, concluzionând că forțele armate egiptene și siriene erau pregătite pentru război. Tot ce a rămas a fost alegerea unei date; fie 7-11 septembrie sau 5-10 octombrie. Data trebuia să fie aleasă în comun de către președinții Sadat și Hafez al-Assad și li s-a cerut să comunice decizia comandanților lor cu cincisprezece zile înainte de data atacului.
Când ziua de 27 august, cu cincisprezece zile înainte de 7 septembrie, a trecut fără răspuns de la Sadat sau Assad, era clar că nici o ofensivă nu va avea loc în septembrie. În 28 și 29 august, Sadat s-a întâlnit cu Assad la Damasc, unde au fost de acord să înceapă războiul în octombrie. Aceștia au specificat 6 octombrie ca Ziua Z și l-au informat Ahmed Ismail și Tlass pe 22 septembrie, care, la rândul lor, au transmis decizia șefilor de stat. La cererea lui Ahmed Ismail, Sadat a elaborat o directivă prezidențială pentru război. Prin urmare, abia în luna septembrie, cu mai puțin de o lună înainte de atac, data de 6 octombrie a fost în cele din urmă selectată ca Ziua Z. Ofensiva coordonată avea să înceapă la ora 14:00 (ora locală Cairo). Data de 6 octombrie a fost aleasă din mai multe motive. Viteza curentului de apă și valul au fost optime pentru o operațiune de trecere, iar pentru cea mai mare parte a nopții a existat o lună plină, facilitând construcția podurilor. Data a coincis cu sărbătoarea evreilor, Iom Kipur, ziua de ispășire. Acesta a fost un factor important în alegerea datei de 6 octombrie pentru un atac; evreii în acea zi de sărbătoare țin post, se abțin de la folosirea focului sau a energiei electrice (ceea ce înseamnă că nu se folosesc mijloacele de transport) și o mare parte din armata israeliană este demobilizată. Octombrie, de asemenea, a coincis cu sărbătoarea Ramadanului în Calendarul Musulman, ceea ce însemna că și soldații musulmani ar fi făcut post. De Ramadan, musulmanii au câștigat prima lor victorie în Bătălia de la Badr în anul 624. Optând pentru un nume ceva mai inspirat decât Minaretele înalte, comandanții egipteni pentru denumirea operațiunii au ales denumirea de Badr. 

### Geniștii

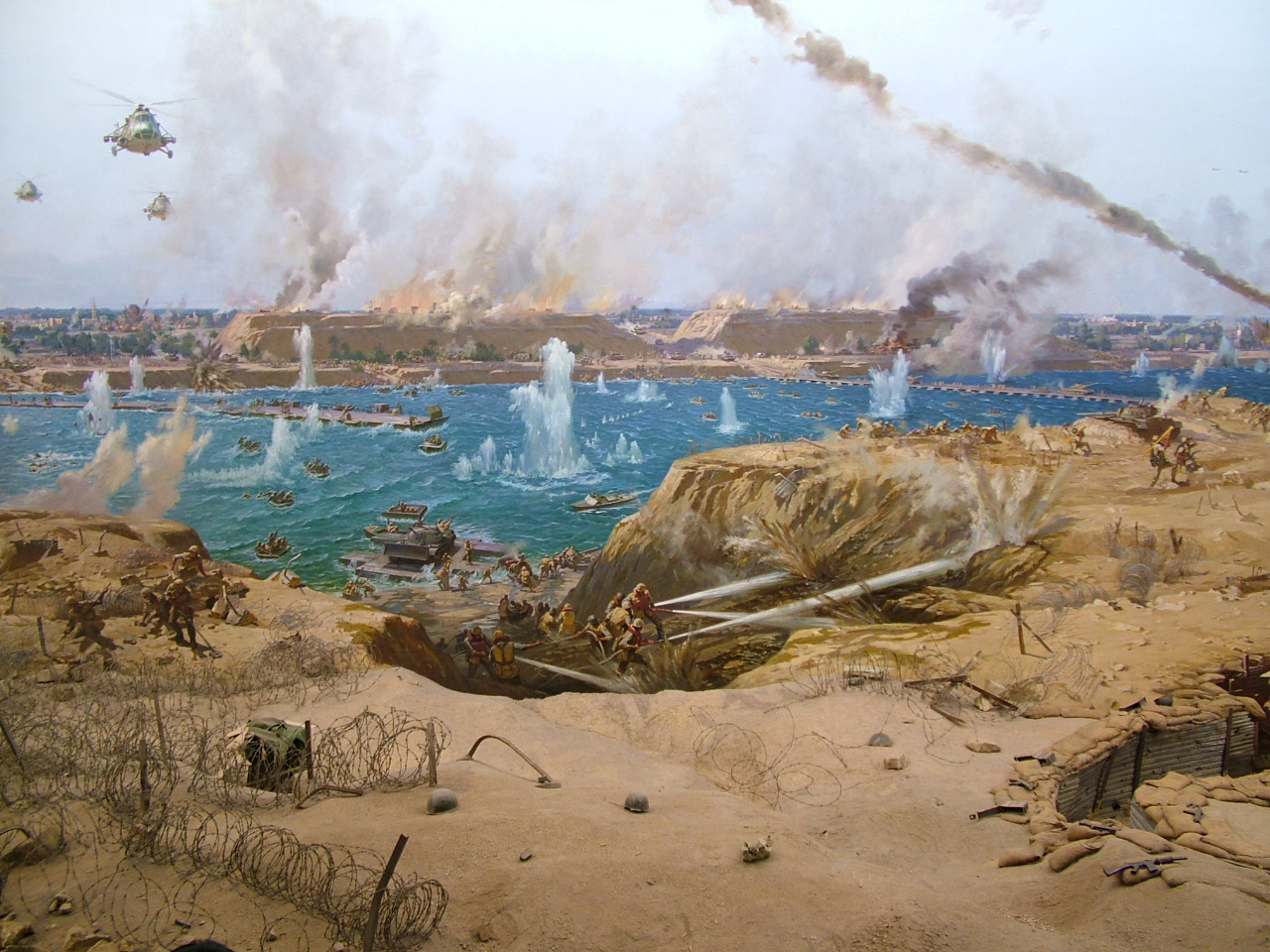
Spălarea malului estic al Canalului Suez cu tunuri de apă

La orice trecere a Canalului Suez de către forțele egiptene, succesul era extrem de dependent de performanța Corpului de ingineri geniști egipteni, care avea mai multe sarcini descurajatoare de îndeplinit. Inginerii israelieni au construit o barieră artificială de nisip masiv ce se întindea pe o distanță de 160 km pe malul de est al canalului Suez (cu excepția Lacului Mare Amar, unde lățimea canalului făcea ca trecerea să fie puțin probabilă). Pentru a preveni eroziunea, bariera de nisip a fost susținută de beton, care era la un metru deasupra apei la maree și la trei metri (10 picioare) deasupra apei la reflux. Canalul a fost de 180-220 de metri lățime și aproximativ 18 metri adâncime. Inginerii geniști egipteni trebuiau să curețe șaptezeci de pasaje prin acest zid de nisip, fiecare de șapte metri lățime. Aceasta a însemnat îndepărtarea a 1.500 de metri cubi de nisip pentru fiecare trecere. Inițial, au fost testate metode convenționale pentru trecerea peste peretele de nisip fără a fi îndepărtat. S-a constatat că, pentru a curăța de nisip un singur pasaj, erau necesare 60 de bărbați, 1 buldozer, 600 de lb de explozivi și cinci până la șase ore de muncă neîntreruptă sub focul inamic. Deoarece locurile de trecere ar fi fost probabil aglomerate și sub focul inamic, aceste metode s-au dovedit a fi impracticabile și prea costisitoare.
Soluția la această dilemă a fost simplă, dar totuși ingenioasă. Încă din 1971, un ofițer egiptean a sugerat utilizarea pompelor mici, ușoare, pe benzină, care ar putea fi transportate pe canal pe plute gonflabile pentru a spăla bariera de nisip cu jet de apă, metodă utilizată la mineritul hidraulic. Sugestia s-a dovedit a fi utilă, iar militarii egipteni au comandat aproximativ 300 de pompe britanice. Testele au arătat că cinci dintre aceste pompe pot îndepărta 1.500 metri cubi de nisip în trei ore. În 1972 au fost achiziționate alte 150 de pompe germane mai puternice. O combinație de trei pompe fabricate de britanici și două pompe germane au făcut posibilă curățarea unui pasaj în două ore.
Odată ce pasajele erau practicate prin bariera de nisip, inginerii au trebuit să construiască zece poduri grele (folosind poduri MTU, poduri TMM și poduri de pontoane), cinci poduri ușoare, zece pontoane și 35 feriboturi. Pasajele trebuiau să fie deschise în cinci până la șapte ore, urmate imediat de feriboturi, apoi de poduri două ore mai târziu, tot timpul sub focul inamic. Dintre podurile grele, egiptenii aveau doar două poduri pliante grele din PMP, care ar fi putut fi ridicate într-un timp mai scurt decât majoritatea celorlalte poduri din inventar, salvând câteva ore critice. Aceste poduri erau, de asemenea, mult mai ușor de reparat. Viteza cu care inginerii ar fi făcut pasajele și plasau podurile și feriboturile ar fi afectat cursul întregii operațiuni. De asemenea, inginerii geniști trebuiau să conducă bărcile care ar fi trecut inițial cu infanteria de asalt. În cele din urmă, ei urmau să traverseze câmpurile minate în jurul defensivei israeliene pentru asaltul infanteriei.

### Apărarea israeliană

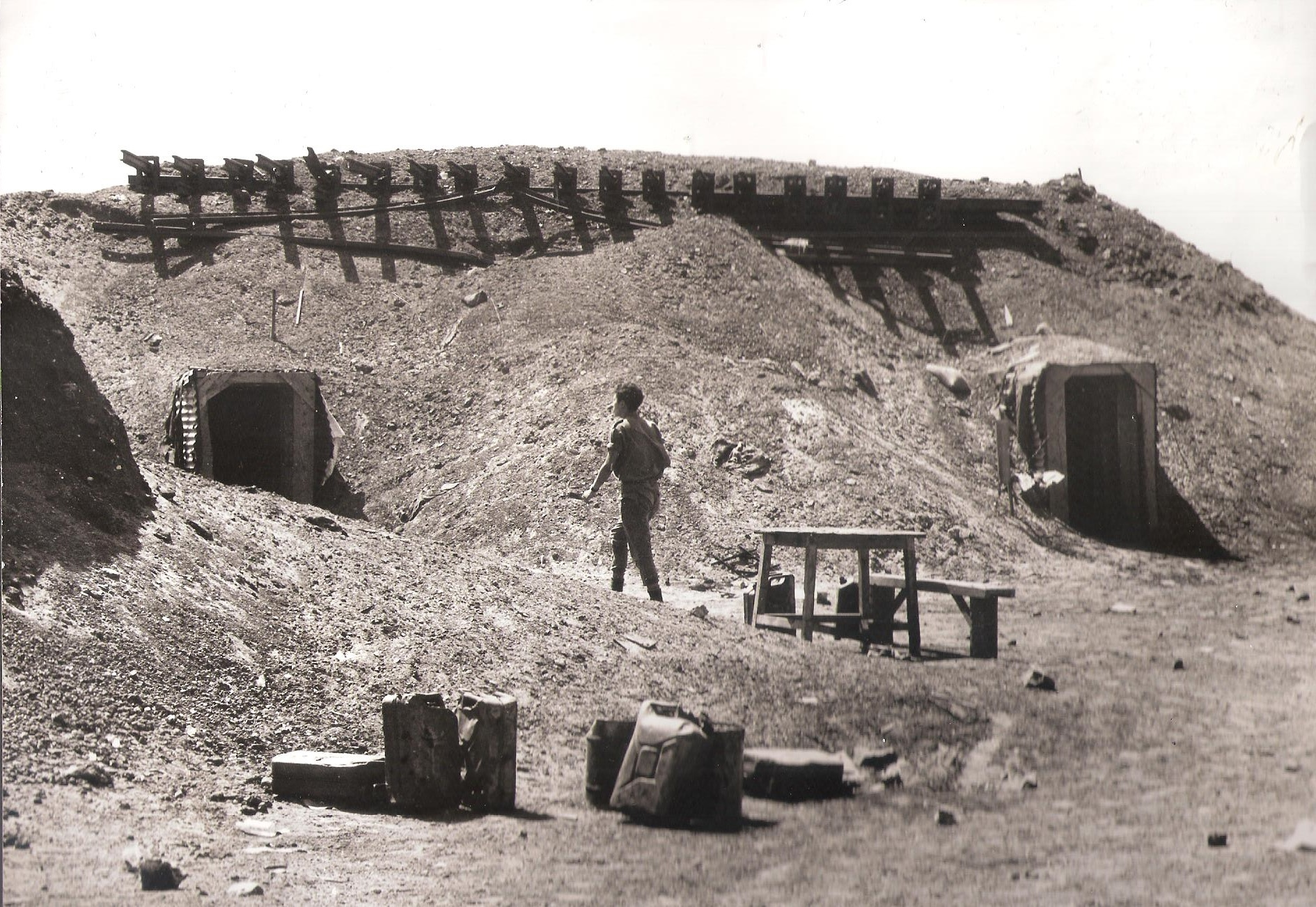
Punctul fortificat Budapesta, singurul care a rezistat atacului, fiind înconjurat și depășit

Israelul a construit o serie de fortificații de-a lungul canalului, numit Linia Bar-Lev, considerată ca fiind impregnabilă. Principalul obstacol a  acestor apărări a fost un zid masiv de nisip ridicat de inginerii israelieni, înalt de 18-25 de metri, cu o înclinație de 45-60 de grade, de-a lungul întregului Canal Suez. Apărarea a fost întărită cu beton, care  împiedica orice încercare a vehiculelor amfibiene de a urca pe peretele de nisip. Israelienii estimau că pentru a îndepărta bariera de nisip egiptenii aveau nevoie de 24 sau chiar 48 de ore. În spatele acestei linii de apărare au fost o construite serie de 22 de fortificații, care cuprindeau 35 de puncte fortificate. În medie, fortificațiile erau la o distanță de 10 kilometri unele față de altele.
Un punct fortificat avea mai multe etaje săpate în nisip și oferea protecție împotriva bombelor de 500 de kilograme. Punctele fortificate au includeau tranșee, sârmă ghimpată, câmpuri minate de 200 de metri adâncime, numeroase buncăre și adăposturi de trupe și puncte de tragere pentru tancuri. Fiecare punct fortificat avea un rezervor subteran umplut cu țiței. Uleiul putea fi pompat în canalul Suez printr-un sistem de țevi și ar s-ar fi aprins pentru a crea temperaturi care ajungeau la 700 °C.
O a doua linie defensivă, de 300-500 de metri, situată în spatele liniei principale, era concentrată asupra unor zone de trecere fiind concepută pentru a fi ocupată de forțe armate, care încorporau pozițiile de tragere a tancurilor. 
O a treia linie defensivă, la 3-5 kilometri, în spatele zidului de nisip, își concentra apărarea asupra drumurilor principale și pe principalele căi de avans pentru un atacatori. În spatele liniei principale de pe canal erau zone de concentrare pentru blindate și infanterie, depozite de aprovizionare, numeroase poziții de artilerie și așa mai departe.
Comandamentul israelian a dezvoltat un plan defensiv de bază codificat Dovecote (Shovach Yonim), ale cărui detalii erau cunoscute de egipteni.  Planul a împărțit Linia Bar Lev în trei sectoare: sectorul nordic apăra coasta Arish spre El-Qantarah el-Sharqiyya, sectorul central  apăra Ismailia până la Abu-Ageila, iar sectorul sudic a apărat zona de la Marele Lac Amar până la capătul Canalului Suez, împiedicând o trecere către Pasajele Mitla și Gedy. Cea de-a 25-a divizie blindată, condusă de generalul-maior Albert Mandler, a fost numită cu apărarea liniei Bar-Lev, și a încorporat trei brigăzi de blindate. 
Poziționată în spatele seriei de fortificații la o distanță de 5-9 km era o brigadă de 110-120 tancuri, condusă de colonelul Reshef, împărțită în trei batalioane de câte 36-40 de tancuri fiecare, cu un batalion într-un sector. În cazul unui atac egiptean, brigada trebuia să meargă mai departe pentru a ocupa platformele tancurilor și pozițiile de foc de-a lungul liniei Bar Lev. 
Mai departe, în spatele canalului, la o distanță de alți 20-35 de kilometri, erau alte două brigăzi suplimentare, conduse de coloneii Gabi Amir și Dan Shomron, fiecare având aproximativ 120 de tancuri. O brigadă era destinată pentru a întări brigada blindată, în timp ce cealaltă brigadă  contraataca atacul egiptean principal.

### Campania egipteană de intoxicare și inducere în eroare
Poziționarea armatelor a doua și a treia egipteană cu echipamentul lor cu poduri de pontoane de-a lungul canalului pregătindu-se pentru operațiunea Badr ar pune pe israelieni în alertă. Fără elementul de surpriză forțele egiptene ar fi suferit pierderi mari în atac (estimările pentru victime au fost estimate deja la mii). Direcția de Informații Militare a Forțelor de Apărare Israeliene, (abreviată AMAN), unul dintre cele trei servicii de informații ale Israelului, era cunoscută pentru competența sa, a fost însărcinată cu detectarea mișcărilor de trupe și a activității forțelor egiptene și siriene; activității militare care ar fi fost deosebit de intense în ultimele zile care precedau atacul.
Campania de intoxicare al egiptenilor, care includea serviciile lor de informații, s-a bazat pe producerea unei serii de evenimente și incidente, militare și politice la nivel internațional și național, menite să convingă analiștii israelieni de informații că lumea arabă nu se pregătește pentru război. Printre cerințele planului se numărau faptul că comandanții din eșalonul de vârf păstrau aparența de normalitate, în timp ce lucrau în secret la pregătirile finale pentru ofensivă.
Miezul planului de decepție egiptean se baza pe mentalitatea dominantă a israelienilor, după victoria fulgerătoare asupra forțelor arabe în Războiul de Șase Zile din 1967. Această mentalitate este ilustrată în mod clar în următoarea zicală israeliană:
| “ | Damascul este la numai o oră cu mașina, iar Cairo poate la două. | ” |

În teza sa despre războiul de Iom Kipur, maiorul Michael C. Jordan explică faptul că acest citat și opinia dominantă înainte de octombrie 1973:
| “ | ... reflectă disprețul pe care israelienii l-au avut privind abilitățile militare ale vecinilor arabi din Egipt și Siria. Victoria prin atac preemptiv din 1967 a fost atât de completă și a fost câștigat atât de ușor, încât israelienii și-au văzut forțele militare invincibile, serviciul lor de informații de neegalat iar pe dușmanii lor arabi ca fiind inferiori și incapabili. | ” |

Israelienii de la serviciile lor de informații așteptau o avertizare cu 48  opt de ore înainte de atac. În orice caz, erau încrezători că orice atac arab va fi rapid decimat de Forțele Aeriene ale Israelului.
Egiptenii au căutat să exploateze această opinie generală israeliană în avantajul lor. Încă de la începerea mandatului său Sadat a amenințat continuu Israelul cu război, până când amenințările sale au fost ignorate de Israel și de lume. 
Adesea egiptenii își desfășurau forțele militare de-a lungul canalului, israelienii intrau în alertă de fiecare dată. 
Exercițiile s-au desfășurat de nenumărate ori, în mai și august 1973, alarmele false au determinat armata israeliană să se mobilizeze ca răspuns la aceste exerciții, costând Israelul aproximativ 10 milioane de dolari pentru fiecare alarmare. De data aceasta, când Egiptenii au început exercițiile de la 1 octombrie până la 7 octombrie, AMAN a ignorat activitatea militară sporită considerând-o ca fiind manevre de antrenament. Mișcări de mișcări pe frontul sirian au fost detectate, dar AMAN a concluzionat că sirienii nu ar merge la război fără egipteni.
Pretextul exercițiilor a permis egiptenilor să-și ascundă pregătirile. Acestea au fost în continuare facilitată de faptul că Armatele a II-lea și a III-a EgipteanTerau în mod normal staționate de-a lungul canalului Suez pentru apărare. Trupele, blindatele și, în mod crucial, echipamentul de geniu de traversare au fost mutate în zonele lor de concentrare pe o perioadă de cincisprezece nopți până în noaptea de 5/6 octombrie, cu un maxim de activitate în ultimele cinci nopți.

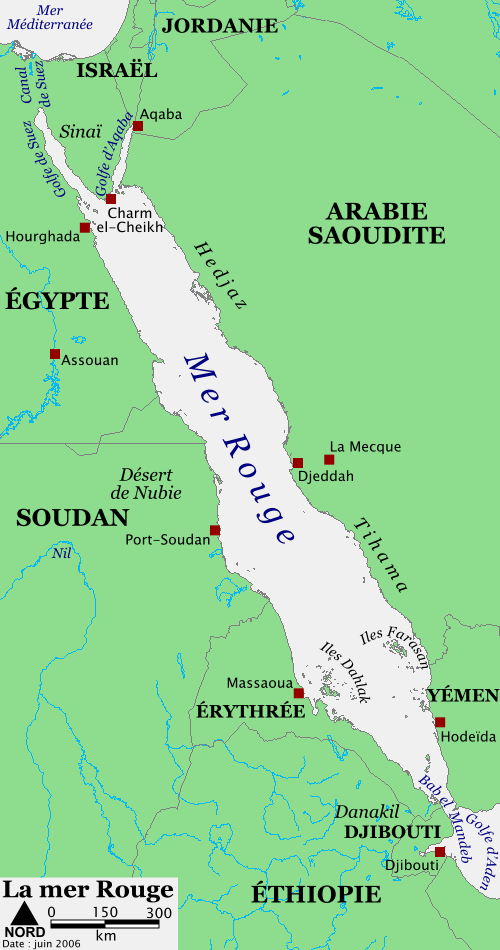
Vedere generală asupra regiunii în dreapta jos cu Bab-el-Mandeb

De când a ocupat Peninsula Sinai în 1967, Israelul a declarat deschis că va rămâne în Sharm el-Sheih pentru a asigura că liniile maritime către portul Eilat prin strâmtoarea Tiranului au rămas deschise (închiderea Strâmtorilor către transportul israelian în 1967 a fost una din cauzele Războiului de Șase Zile). Egiptul a dorit să anuleze importanța lui Sharm el-Sheih pentru Israel prin impunerea unei blocade navale în strâmtoarea Bab-el-Mandeb, la aproximativ 2500 de kilometri de Israel. În acest scop, s-au făcut aranjamente cu Pakistanul pentru a primi navele egiptene pentru reparații la începutul anului 1973. Aprobarea a fost solicitată și obținută din Sudan și Yemen pentru a primi submarinele în drum spre Pakistan în Port Sudan și Aden ca o vizită amicală. Aprobarea Pakistanului de a primi navele egiptene pentru reparații a fost făcută publică. La data de 1 octombrie, o forță formată din mai multe submarine, distrugătoare și bărci cu rachete a pornit pe un traseu planificat, să asigure la timp sosirea lor la Bab-el-Mandeb pe 6 octombrie. Flota era complet echipată pentru luptă și forța trebuia să  mențină complet tăcerea radio; ceea ce însemna că nu exista nicio modalitate de rechemare a submarinelor. Comandanții, neștiind de adevărata lor misiune, au primit plicuri sigilate care detaliau ordinele și misiunile lor și au fost instruiți să deschidă plicurile la 6 octombrie, cu doar câteva ore înainte de începerea războiului, după care au încetat tăcerea radio. Odată ce flota a început să navigheze în acea zi, la 1 octombrie, "războiul a început efectiv". 
Armata a încercat să mențină o impresie de normalitate. Chiar înainte de a începe Ramadanul pe 26 septembrie, Ministerul de Război a anunțat în mod public că personalul militar se poate înscrie pentru a lua concediu pentru a efectua un Umrah (pelerinaj) la Mecca. 
Ziarele egiptene au anunțat că vor organiza curse cu nave, dintre care participanți s-au numărat mai mulți ofițeri de rang înalt ai Marinei egiptene. În plus, o vizită planificată pentru 8 octombrie (două zile după atacul planificat) de către ministrul român al apărării în Egipt a fost, de asemenea, publicată de Ministerul de Război anunțând programul vizitei ministrului român al apărării. Această vizită va fi anulată cu promptitudine după declanșarea războiului la 6 octombrie, dar s-a dovedit util ca parte a planului de decepție. 

### Ultimele zile până la război
La 27 septembrie, un lot mare de rezerviști au primit ordine de mobilizare. Pentru a spulbera suspiciunea, miniștrii guvernului egiptean au fost invitați la un turneu deschis la sediul general, unde a avut loc planificarea și coordonarea operațiunii. Un alt lot de rezerviști au fost chemați la 30 septembrie. Pentru a lichida încă o dată suspiciunea, egiptenii au anunțat public, la 4 octombrie, demobilizarea rezerviștilor chemați la 27 septembrie, dar demobilizând doar 20.000 de oameni.
Începând cu 1 octombrie, ordinul de război a început să se extindă în afara cercului de comandanți seniori din Egipt. Generali Saad Mamoun și Abdel Munim Wasel, comandanții Armatei a doua și a treia, au fost informați despre decizia de a pune în aplicare operațiunea Badr. La 3 octombrie, ei și-au informat comandanții diviziei. Comandanții de brigadă au fost informați pe 4 octombrie, comandanții batalioanelor și ai companiilor, pe 5 octombrie, în timp ce comandanții și trupele de pluton au fost anunțați la 6 octombrie, cu șase ore înainte de începerea atacului.
Sadat și-a jucat de asemenea rolul planului de înșelăciune; în septembrie, a participat la conferința țărilor nealiniate din Algeria, iar după întoarcerea sa se zvonea că este bolnav. Sadat a rămas câteva zile, până la 6 octombrie, ascuns de vedere publicului. Serviciul de informații egiptean a pus la iveală povești false despre boala sa în presă și a inițiat o căutare a unei locuințe în Europa, unde Sadat urma să primească tratament, adăugând credibilitatea zvonului. 
Punerea în aplicare a operațiunii de decepție nu a decurs în întregime fără incidente. Inițial, față de sovietici au fost ținute în secret intențiile egiptene de a porni război. În schimb, la 2 octombrie, li s-a spus, că se așteptă un raid israelian. În următoarele două zile, directorul Serviciului de Informații al Apărării, generalul Fouad Nassar, a informat ofițerul-șef de legătură sovietic, generalul Samakhodski, că raidul ar trebui să fie un atac la scară largă, combinat cu o lovitură aeriană. Deși Samakhodski a apărut la început să creadă povestea lui Nassar, a devenit clar pentru egipteni că sovieticii erau suspicioși. În special, consilierii sovietici care lucrau împreună cu unitățile egiptene și siriene au raportat, până pe 3 octombrie, activitățile neobișnuit de ridicate ale forțelor egiptene și siriene. Atât Sadat, cât și Assad au decis să informeze sovieticii cu privire la intenția lor de a începe războiul la 3 octombrie. 
Prompt, sovieticii au cerut permisiunea de a-și evacua personalul din Egipt, iar ambii lideri au acceptat fără rezerve. Comandanții egipteni au fost luați în totalitate prin surprindere, când, începând seara târziu, pe 4 octombrie, experții sovietici, care cooperau cu unitățile terestre, personalul ambasadei și familiile lor au fost evacuați în grabă. Până la 5 octombrie, evacuarea a fost finalizată. Acest incident ar fi putut să fie un factor important în convingerea israelienilor, că este probabil începerea unui război.
4 octombrie a provocat un alt incident îngrijorător comandanților egipteni, care au aflat în acea seară că EgyptAir, compania aeriană națională a țării, și-a anulat toate zborurile și pentru protecția flotei sale civile aeriene, a dispersat avioanele în locuri de refugiu din afara Egiptului. Ordinele au venit de la ministrul Aviației, Ahmed Nuh. Sediul general a intervenit rapid pentru a revoca ordinele de dispersare, iar până la 5 octombrie zborurile au revenit la programul lor normal. Se credea că incidentul a fost o încălcare a securității și o scurgere pe planurile egiptene de război. Nu era totuși clar pentru comandanții egipteni, dacă israelienii erau conștienți de incident.
La 13 septembrie 1973, a avut loc o bătălie aeriană între avioanele de vânătoare siriene și israeliene. A fost o înfrângere alarmantă în care au fost doborâte doisprezece avioane siriene, în timp ce israelienii au pierdut doar un avion de vânătoare. 
Între cele două țări tensiunea s-a ridicat. În special, egiptenii erau foarte îngrijorați; la 7 aprilie 1967, o bătălie aeriană între Siria și Israel a escaladat situația militară și a fost una dintre cauzele Războiului de șase zile. Știind că războiul urma să fie lansat doar câteva zile mai târziu, sirienii au ales să nu se răzbune. Bătălia aeriană i-a ajutat pe sirieni să-și concentreze forțele pentru război, fiind interpretat de israelieni, ca fiind o reacție defensivă din partea sirienilor. Israelienii au monitorizat îndeaproape această acumulare în fața frontierei, dar serviciile lor secrete au rămas de neclintit în credința lor, că Siria nu merge la război fără Egipt, despre care israelienii credeau că era în prezent ocupată de probleme interne.
Prin septembrie 1973, AMAN a primit unsprezece avertismente, inclusiv un avertisment din partea regelui Hussein al Iordaniei, că Egiptul și Siria s-au hotărât pentru a începe un război, dar toate avertismentele au fost ignorate, deoarece AMAN avea convingerea că arabii nu vor lansa un atac. Directorul Mossadului, Zvi Zamir a rămas de părere că războiul nu era o opțiune arabă.
Cu toate acestea, au rămas prea multe semne pentru ca acestea să fie ignorate de israelieni, dintre care principala a fost evacuarea sovietică pripită de la Cairo și Damasc și acumularea constantă a forțelor pe frontul sirian atunci când Egiptul, așa cum se presupunea, nu va intra în război.

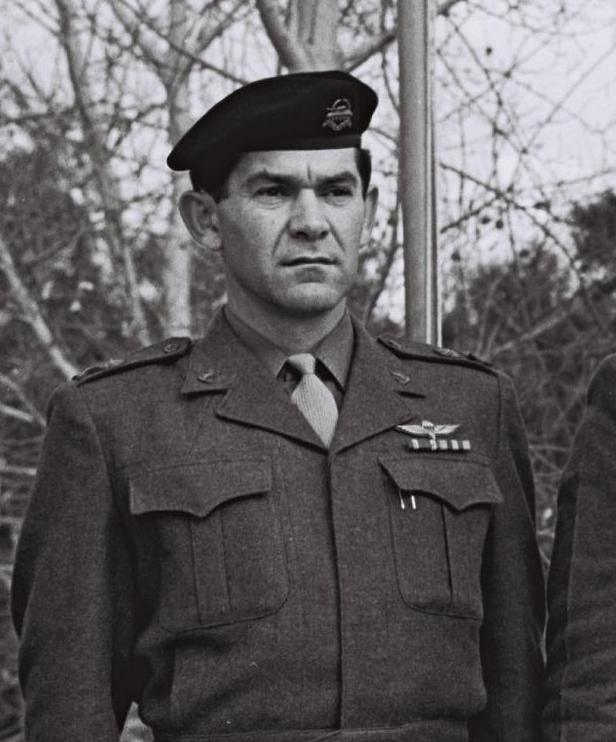
David Elazar în 1964

Deși șeful Statului Major David Elazar a fost asigurat că probabilitatea războiului a rămas scăzută, el a luat măsuri de precauție pe 5 octombrie. Elazar a pus întreaga armată în alertă, a anulat toate permisiile și a ordonat Forțelor aeriene să intre în alertă completă. De asemenea, a ordonat Brigăzii 7 Blindate să se mute din Peninsula Sinai pe Înălțimile Golan. Acest lucru pe 6 octombrie a ridicat efectivele israeliene în Înălțimile Golan la 177 tancuri și 44 de piese de artilerie. Pentru a înlocui Brigada 7 de Blindate, Școala de blindate, sub comanda colonelului Gabi Amir, a fost ordonată să i se activeze brigada de tancuri pentru transport aerian imediat, care a fost în Sinai până în 6 octombrie, înainte de începerea războiului. Totuși, în cele din urmă, nu s-au emis ordine de mobilizare ale rezerviștilor; Elazar și alți comandanți seniori încă așteptau un avertisment de 24-48 de ore din partea serviciilor de informații dacă națiunile arabe erau hotărâte să înceapă războiul.
În noaptea de 5/6 octombrie, Zvi Zamir a plecat în Europa pentru a se întâlni personal cu  agentul dublu egiptean Ashraf Marwan. Marwan l-a informat pe Zamir că este iminent un atac comun egipteano-sirian. În combinație cu alte avertismente și incidente, avertismentul lui Marwan l-a convins pe Zvi Zamir de iminența războiului. Eli Zeira, directorul AMAN-ului, la 04:30 pe 6 octombrie a trimis conducerii israeliene  avertisment cu privire la iminența războiului. AMAN a greșit când a concluzionat că arabii urmau să atace la ora 18:00, o estimare de fapt cu patru ore întârziere. Primul Ministru al Israelului, Golda Meir, s-a întâlnit cu ministrul Apărării, Moshe Dayan și generalul David Elazar, la ora 08:05, timp de peste o oră. 
Meir le-a cerut ambilor bărbați să-și prezinte punctele de vedere, care erau în conflict: Dayan a continuat să creadă că războiul nu era o certitudine, în timp ce Elazar credea altfel, argumentând pentru o lovitură aeriană preventivă împotriva Siriei. Dayan a propus, de asemenea, o mobilizare parțială a rezervelor, în timp ce Elazar a favorizat mobilizarea întregii Forțe Aeriene și patru divizii blindate, de aproximativ 100.000-120.000 de soldați. Meir a încheiat ședința, declarând că din motive politice nu va fi lansată nicio lovitură preventivă pentru a asigura susținerea Statelor Unite, dar ea s-a alăturat lui Elazar cu privire la mobilizarea și ordinele au fost emise pentru a mobiliza rezerviștii.
AMAN a lansat avertismentul comandanților israelieni cu doar nouă ore și jumătate înainte de izbucnirea ostilităților, scăzând considerabil  perioada de avertizare de 24-48 de ore de care se conta. Arabii au câștigat războiul pe planul serviciilor secrete, obținând o surpriză deplină și câștigând inițiativa pe câmpul de luptă.

## Decurgerea Operațiunii Badr

### 6 Octombrie - Trecerea Canalului Suez

#### Asaltul

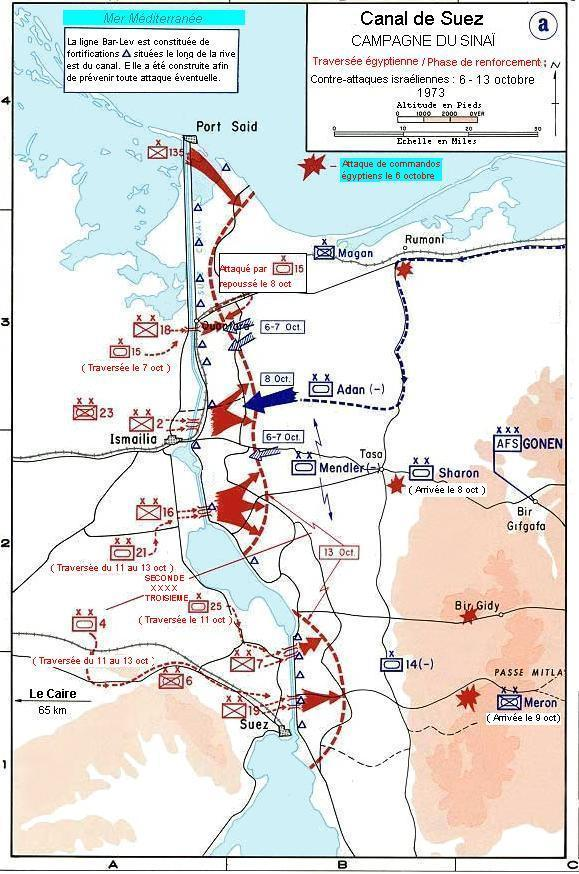
Ofensiva egipteană și contraatacul israelian 6-13 octombrie

Badr a început la ora 14:00 pe 6 octombrie 1973. Deoarece israelienii așteptau ca atacul să înceapă patru ore mai târziu, doar o parte din trupe și niciunul din brigăzile de blindate atribuite liniei Bar-Lev nu se aflau încă în poziție, cu excepția câtorva plutoane în cele mai nordice forturi. Șaisprezece fortificații de pe linie aveau efectiv complet de militari și alte două doar parțial.
Operațiunea a început cu o lovitură aeriană majoră care a implicat mai mult de 200 de avioane împotriva a trei baze aeriene, baterii de rachete sol-aer (SAM) de tip Hawk, trei centre de comandă, posturi de artilerie și mai multe stații radar, cu MiG-21, MiG-17 și Su-7. Aceasta era în sincron cu loviturile de artilerie începând cu ora 14:05, de la aproape 2.000 de piese de artilerie împotriva liniei Bar-Lev și împotriva zonelor de concentrare a blindatelor și a pozițiilor de artilerie, folosind tunuri de câmp, mortare, tunuri fără recul B-10 și B-11 fără puști. Obuzierele grele de calibrul 152 mm ML-20 și tunurile tractate M-46 cu calibrul de 130 mm au primit misiuni de a lovi artileria israeliană. Pregătirea cu baraj de artilerie de 53 de minute, unul dintre cele mai mari din istorie, a fost împărțit în patru baraje. Primul baraj, de cincisprezece minute, era destinat țintelor inamice de pe malul estic până la o adâncime de 1,5 kilometri. Se estimează că aproximativ 10.500 de obuze au fost trase împotriva țintelor israeliene numai în primul minut.
Odată cu începerea pregătirii focului, detașamentele de vânători de tancuri echipate cu rachete RPG-7, grenade RPG-43 și rachete AT-3 Sagger au traversat canalul pentru a se desfășura pe o adâncime de un kilometru, ocupând rapid fortificațiile tancurilor; procedând la amenajarea unor ambuscade și plasare de mine. Când s-a încheiat primul baraj de foc, artileria egipteană a început un al doilea baraj de foc de 22 de minute împotriva unor ținte la o adâncime de 1,5-3 kilometri. În acest moment, la ora 14:20, primul val de infanterie de asalt, de 4000 de oameni a început să treacă canalul. Aproximativ 2.500 de dinghi (bărci de origine indiană) și bărci de lemn s-au folosit pentru transportarea trupelor. S-au folosit canistre de fum la punctele de trecere pentru a asigura acoperire. În noaptea de 5 octombrie geniștii au blocat cu ciment conductele subacvatice de pe malul opus, împiedicând israelienii să elibereze ulei inflamabil în canal și să-l aprindă. Primul val a fost ușor echipat, înarmat cu RPG-7, rachete antiaeriene  Strela 2 și scări de funie pentru a urca pe peretele de nisip.
În primul val s-au numărat geniștii de luptă și mai multe unități din Sa'iqa (fulger, acestea erau forțe de comando), care au fost însărcinați să înființeze ambuscade pe căile de întărire. Sa'iqa a atacat posturile de comandă și bateriile de artilerie pentru a-i împiedica pe israelieni să-și controleze forțele, în timp ce geniștii au curățat câmpurile de mine și sârma ghimpată care înconjura apărarea israeliană. Imediat după aceea, geniștii au transportat pompele de apă pe malul opus și au început să le instaleze. În acest moment, avioanele egiptene implicate în lovitura aviatică au început să se întoarcă. Cinci avioane au fost pierdute, deși până la sfârșitul zilei acest număr a crescut la zece. Lovitura aeriană a scos din funcțiune bazele aeriene Bir Gifgafa și Bir Thamada timp de 48 de ore și a distrus bazele aeriene de la Ras Nasrani și Bir Hasanah. Aproximativ zece baterii de rachete HAWK, cel puțin două baterii de artilerie de 175 mm, un centru de bruiaj electronic la Umm Khashib și diverse stații de radare au fost distruse. Acest lucru a permis Forțelor Aeriene Egiptene să opereze pentru tot restul războiului fără a fi bruiați de israelieni de la sol, deoarece singurul centru de bruiaj din Sinai era situat la el-Arish, cu mult în spatele frontului. Peste o duzina de rachete AS-5 Kelt au fost trase de bombardiere Tu-16. Mai multe au fost doborâte, dar cel puțin cinci au lovit țintele, inclusiv două rachete dotate cu senzori de radiație, care au lovit radarele israeliene. Succesul loviturii aeriene a determinat egiptenii să anuleze o a doua lovitură aeriană planificată. Un alt raport afirmă totuși că au fost doborâte 18 avioane egiptene, iar aceste pierderi au determinat egiptenii să anuleze un al doilea val de lovituri aeriene.

#### Ofensiva

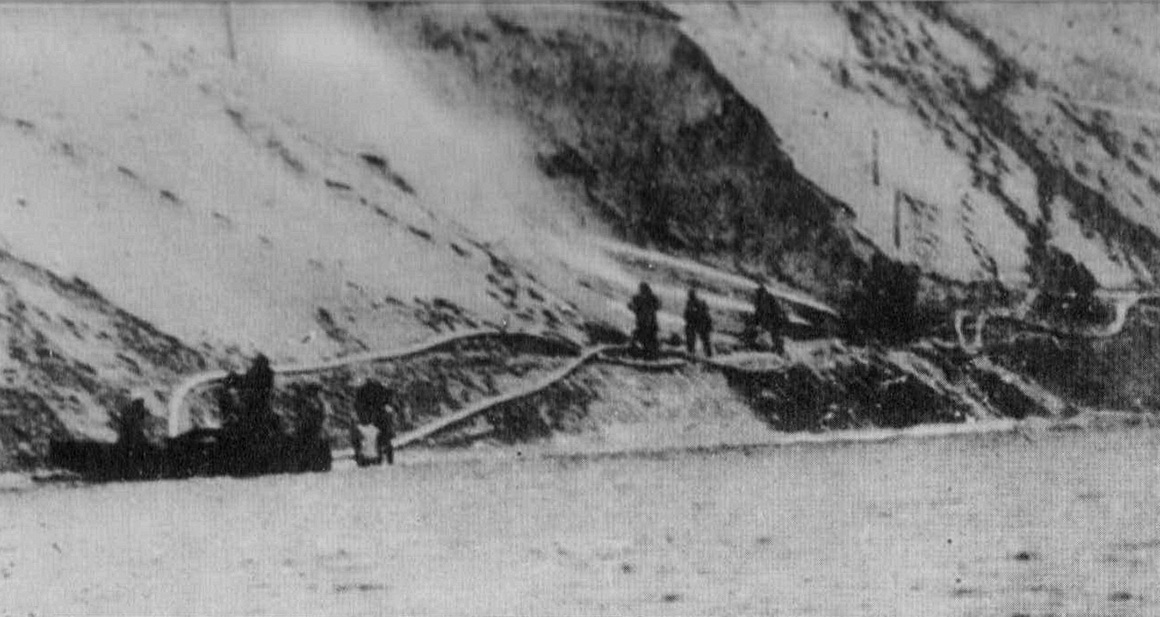
Tunuri de apă egiptene folosind apă pentru îndepărtarea nisipului pentru a crea breșă în zidul de nisip imens de pe malul estic israelian.

La Marele Lac Amar, cea de a 130-a Brigadă Egipteană Amfibie a efectuat și ea trecerea canalului. Compusă din batalioanele 602 și 603 de infanterie cu 1.000 de oameni, inclusiv un batalion dotat cu rachete antitanc Sagger, un batalion de apărare antiaeriană, 20 tancuri PT-76 și 100 de transportatoare blindate amfibiene, a fost însărcinate să caute și să distrugă instalațiile inamice la intrările de la trecătoarele Gedy și Mitla. Meterezele de nisip de-a lungul întregului Canal Suez nu exista în dreptul Marelui Lac Sărat și nu exista apărare sau unități israeliene care să se îi oprească, iar brigada a ajuns pe malul opus în jurul orei 14:40 fără nicio pierdere. Egiptenii au descoperit un câmp minat care le-a blocat avansul, iar geniștii au eliberat calea de mine.
Ulterior, în jurul orei 16:00, Batalionul 603 de infanterie s-a regrupat în afara câmpului de mine, când a fost atacat de o echipă de tancuri de la Kibrit East (numit codificat Putzer de către israelieni), o fortificație a Liniei Bar-Lev situată lângă Marele Lac Amar. Batalionul a fost întărit cu un detașament de vânători de tancuri din Divizia a 7-a și a reușit să distrugă două tancuri și trei vehicule blindate înainte ca israelienii să se retragă. Ulterior, sarcina inițială a fost anulată și li s-a ordonat să captureze poziția Kibrit East (Fort Putzer). Au ocupat poziția abandonată pe 9 octombrie, pe care batalionul - în ciuda faptului că a fost tăiată și a fost obiectul a numeroase atacuri - a fost păstrat de egipteni pentru restul războiului. În ceea ce privește Batalionul 602, a început să se deplaseze spre est puțin după amurg și a dat peste un batalion israelian format din 35 de tancuri, desfășurate de-a lungul Drumului Artileriei, la aproximativ 15 kilometri de Marele Lac Amar. Cele zece PT-76 ale batalionului cu tunuri de 76 mm au fost depășite din punct de vedere al calibrului și numeric de tancurile israeliene M48 Patton cu tunuri de 105 mm. Rachetele Sagger ghidate manual au fost greu de operat pe timp de noapte, iar tancurile israeliene foloseau lumini puternice de xenon pentru orbirea atacanților. Prins în deșertul Sinai deschis, Batalionul 602 a fost înfrânt și a pierdut multe dintre tancurile și vehiculele sale blindate, împreună cu semnificative pierderi omenești. Trupele rămase s-au retras în Armata a III-a Egipteană. Unele unități și-ar fi putut atinge obiectivele, deși acest lucru este discutabil.În memoriile sale, generalul egiptean Shazly susține că brigada amfibie a reușit să lovească țintele în trecerile Gedy și Mitla și a atacat aerobaza Bir Thamada dimineața devreme, pe 7 octombrie. Acestă afirmație este criticată de Hammad, care îl respinge în mod categoric ca fiind fictiv. Dupuy însă afirmă, că două plutoane nu au primit ordinul de a se retrage după lupta cu blindatele israeliene și au continuat să înainteze spre treceri. La ora 10:10, pe 7 octombrie au atacat aerobaza Bir Thamada înainte să se retragă și s-au reunit. 

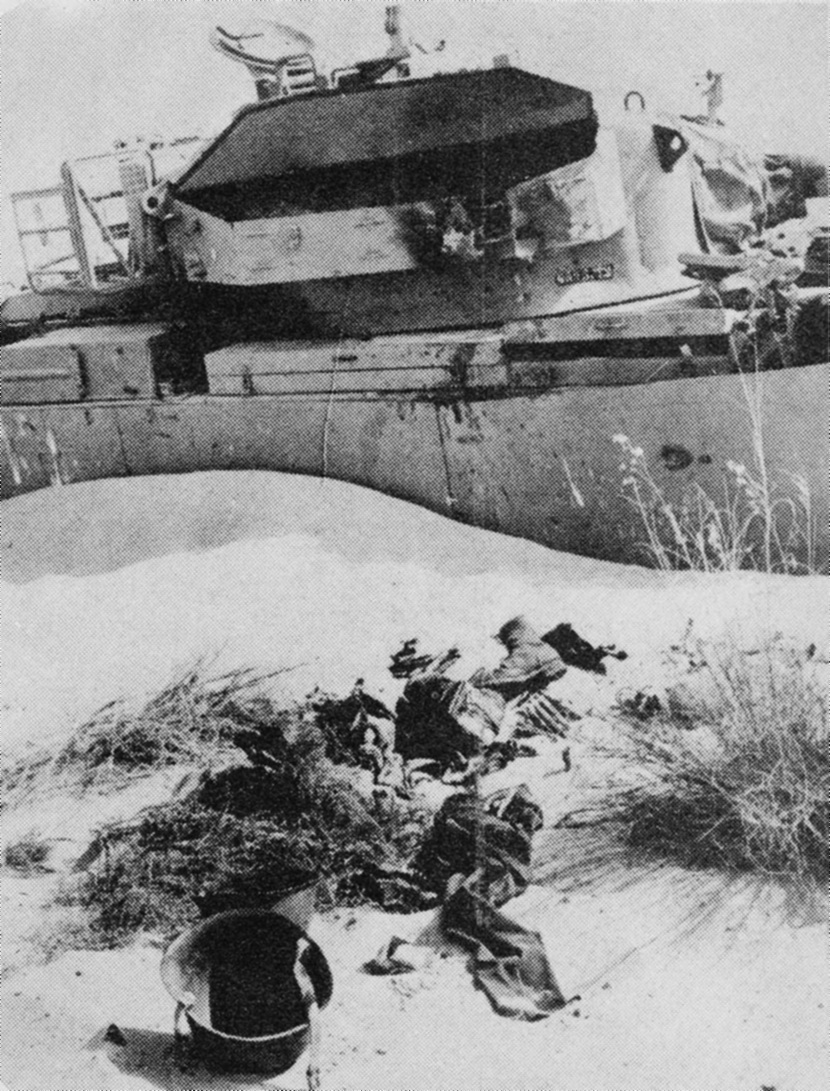
Un tanc Centurion israelian scos din luptă împotmolit în nisip.

Trupele egiptene au arborat steagul național pe malul estic al canalului la 14:35. În acea perioadă, unitățile de tancuri și infanterie israeliene de mărimea unor companii și batalioane au început să ajungă la Linia Bar-Lev, dar au fost împiedicate să ajungă la pozițiile lor de ambuscade egiptene. Tancurile care au reușit să treacă au fost întâmpinate de focul de pe malul vestic al canalului. La ora 14:45, un al doilea val de infanterie egipteană a debarcat pe malul opus. Următoarele valuri de infanterie au ajuns la intervale de cincisprezece minute. Cu toate acestea, după cel de-al patrulea val, oboseala și problemele tehnice cu bărcile au încetinit acțiunea. Egiptenii și-au abandonat programul, acordând prioritate echipelor antitanc și armamentului, care fi putut afecta critic bătălia. Vehiculele amfibiene au fost de asemenea folosite pentru a traversa echipamentul pe malul celălalt. Căruțele de lemn au fost transportate la malul estic cu bărci, unde au fost trase inițial până la vârful zidului de nisip cu încărcăturile lor. Cu toate acestea, această metodă s-a dovedit a fi idee nefericită, iar căruțele au fost mai întâi golite, apoi trase, după care au fost reîncărcate și trase la trupe de pe prima linie. Căruțele au facilitat foarte mult furnizarea și transportul materialelor de pe malul de vest.
Între timp, Comandamentul de sud israelian a încercat să identifice principalele eforturi egiptene, pentru a lansa un contraatac cu brigada de blindate de rezervă a lui Dan Shomron, când de fapt, nu a existat niciun efort major. Drept urmare, Comandamentul de Sud al Israelului a pierdut mai multe ore critice fără a lua măsuri decisive. De asemenea, s-au prezentat erori tactice când Reshef și-a mutat brigada de tancuri înainte; Comandanții israelieni au neglijat să facă în prealabil recunoașterea, care a avut ca rezultat faptul că unitățile lor au căzut în ambuscade egiptene. În confuzia care a urmat atacului surprinzător, nu s-a făcut nici o încercare de a evacua garnizoana de la Linia Bar-Lev.
La ora 15:30, forțele egiptene au capturat Fortul Lahtzanit, prima fortificație a Liniei Bar-Lev care a căzut, și până atunci infanteria a fost dotată cu tunuri fără recul de 82 mm B-10 și 107 mm B-11. În același timp, geniștii au început să folosească pompele de apă împotriva zidului de nisip, deschizând primul pasaj în mai puțin de o oră, iar egiptenii și-au mutat unitățile de cap de pod peste canal. Până la ora 16:30, opt valuri au transportat peste canal zece brigăzi de infanterie în cele cinci capuri de pod, în total 23.500 de oameni (în jur de 4.700 la fiecare cap de pod). Fiecare cap de pod era de aproximativ șase kilometri lățime și aproximativ doi kilometri adâncime. Egiptenii aveau la acea vreme tunuri antitanc de mare viteză de 85 mm și 100 mm pe malul estic.
La ora 17:30, după trei ore de la începerea războiului, a trecut cel de-al doisprezecelea și ultimul val de infanterie, aducând totalul în toate cele cinci capete de pod 32.000 oameni (în jur de 6.400 în fiecare cap de pod) Până atunci, pierderile de blindate israeliene au ajuns la aproximativ 100 de tancuri. Mărimea pierderilor israeliene a rezultat din insistența lor de a ajunge la tovarășii lor în linia Bar Lev, fiind supuse în mod repetat atacurilor agresive ale soldaților egipteni.
Profitând de amurg, la ora 17:50, patru batalioane din unitatea de comando Sa'iqa au fost parașutate adânc în peninsula Sinai, cu elicoptere care zburau la altitudine mică. Comandoul Sa'iqa a primit ca obiectiv să împiedice înaintarea rezervelor ce erau în drum din Israel. Elicopterele au părăsit zona rachetelor sol-aer (SAM) prietene și nu aveau acoperire aeriană, ceea ce a dus la faptul că unele au fost doborâte.

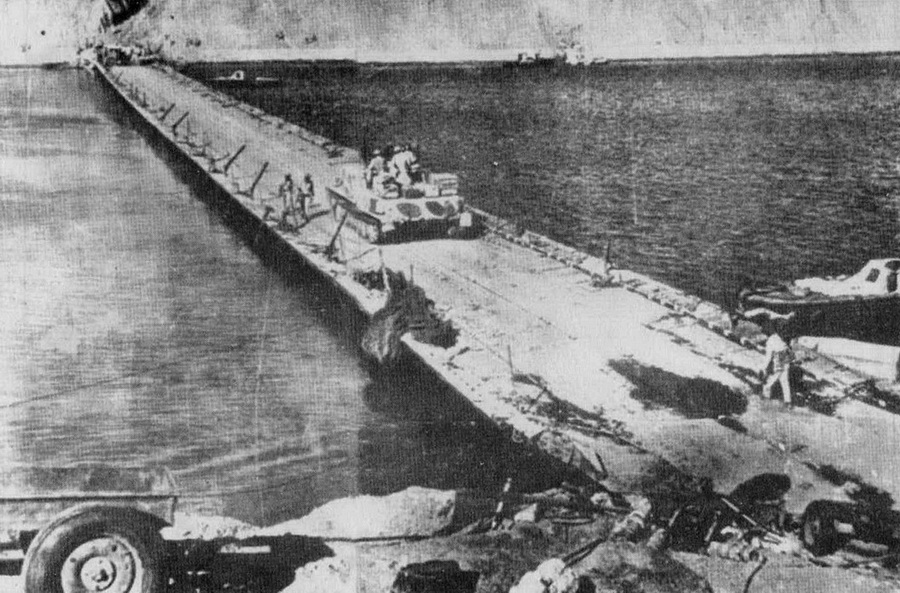
Blindate egiptene traversând un pod de pontoane.

La ora 18:00, blindatele egiptene și unitățile antitanc de pe malul vestic au început să se deplaseze la punctele de trecere a canalului. Cincisprezece minute mai târziu, geniștii au terminat asamblarea celor 35 de feriboturi și au așteptat deschiderea breșelor în zidul de nisip. Până la ora 18:30, capetele de pod erau de aproape cinci kilometri adâncime. Cu artileria israeliană de pe Linia Bar-Lev eliminată, unitățile de rachete antiaeriene imobile SA-2 și SA-3 au fost deplasate înainte. De la ora 22:30 până la ora 01:30 după miezul nopții, au fost așezate toate podurile - opt grele și patru ușoare - și, împreună cu feriboturile, au început să transporte întăriri pe malul opus. În sudul îndepărtat al canalului, în sectorul diviziei 19, nisipul s-a transformat în noroi, ceea ce a făcut dificilă îndepărtarea. În consecință, patru feriboturi și trei poduri destinate acelei divizii au fost desfășurate la șapte ore în urmă. Periodic, podurile au fost mutate pentru a induce în eroare avioanele israeliene care le atacau - egiptenii au deschis 60 de pasaje, dar au operat doar 12 poduri, permițând fiecărui pod să fie mutat într-unul din cele cinci pasaje. De-a lungul nopții și până în dimineața următoare, tancurile și vehiculele continuau să traverseze canalul. Poliția militară a fost responsabilă pentru dirijarea acestui trafic enorm, folosind semne cu coduri de culoare.

#### Sectorul Port Said

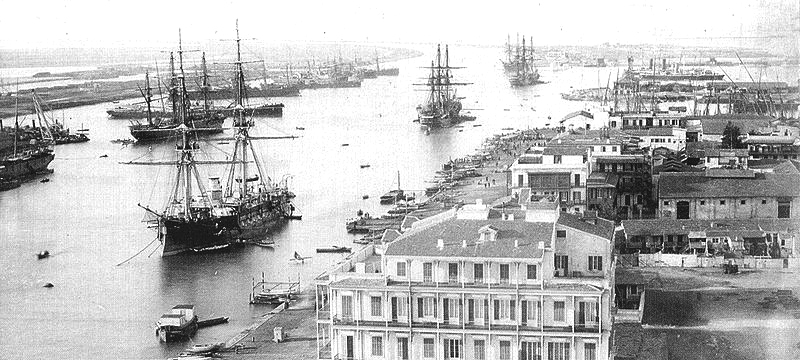
Port Said, vedere din 1880

Sectorul Port Said era un comandament militar independentă în cadrul Armatei Egiptean, care nu era atașat Armatei a Doua. Includea Port Said, Port Fouad și vecinătatea acestora. Sectorul conținea două brigăzi de infanterie. Activitățile militare în acest domeniu au fost îndreptate împotriva a trei fortificații: Budapesta, Orkal și Lahtzanit. Ca și la restul frontului, ofensiva a început cu o pregătire de foc. Cu toate acestea, nu au fost folosite arme cu traiectorie ridicată, deoarece avioanele egiptene zburau prin spațiul aerian al sectorului, ca urmare numai arme de foc cu lovituri directe au fost folosite pentru a bombarda pozițiile israeliene.
Fortul Lahtzanit, la 19 kilometri sud de Port Fouad, a fost izolat de către infanteria egipteană înainte de atac, împiedicând întăririle israeliene să ajungă la fort. La ora 15:00, egiptenii au îndepărtat câmpul de mină și sârma ghimpată din jurul fortului, moment în care o forță egipteană de dimensiune unei companii a atacat apărarea israeliană. Până la ora 15:30, fortul a fost declarat ca fiind sub control egiptean. Egiptenii au procedat la curățarea câtorva buncăre încă ocupate de soldați israelieni, dintre care unii s-au predat atunci când au început să se confrunte cu aruncătoare de flăcări. Până la ora 18:00, egiptenii au eliberat complet fortul. (vezi Bătălia de la Fort Lahtzanit).
Fort Orkal, la 10 kilometri sud de Port Fouad, a fost izolat de asemenea înainte de atac. Egiptenii s-au apropiat de fort de-a lungul Canalului Suez pornind de la Port Fouad. Atacul s-a oprit repede, în timp ce forța care se apropia din nord nu a reușit să treacă peste câmpul de mine, lăsând unitatea să atace pe canal, prins în fața zidului de nisip de focul inamic. Ulterior, o companie de infanterie a trecut și a reluat atacul dinspre sud, capturând mai multe poziții. Întăririle au permis în curând să fie capturate mai multe poziții. La 7 octombrie apărătorii au încercat să iasă din încercuire și să se alăture forțelor israeliene, dar au fost interceptate și uciși sau capturați.
Situat pe o fâșie îngustă de pământ la sud-est de Port Fouad, Fortul Budapesta a fost înconjurat de apă pe două laturi. Fortul a fost lovit aerian și de artilerie la ora 14:00. O companie de comando din Sa'iqa a tăiat singura rută spre fort pentru întăriri, în timp ce un batalion a atacat de la Port Fouad, avansând de-a lungul unei fâșii înguste de pământ, lipsit de acoperire naturală. Atacul batalionului s-a împotmolit la câmpul de mine, la o adâncime de 600 de metri de malul canalului. 
Curând fortul a intrat sub atacuri aeriene, deoarece era în afara umbrelei rachetelor sol-aer și egiptenii se confruntau cu o rezistență inflexibilă din partea garnizoanei fortului. Batalionul a întrerupt în cele din urmă atacul și s-a retras, în timp ce unitatea de comando Sa'iqa la est de fortăreață a împiedicat întăririle să ajungă la fortăreață timp de patru zile înainte de a se retrage. Un alt atac la 15 octombrie a fost aproape de succes, dar în cele din urmă a eșuat și prin urmare, Fort Budapesta a devenit singura poziție a liniei Bar Lev Lev, care a rămas în mâinile israelienilor. (vezi Bătăliile Fortului Budapesta).

#### Acțiuni navale

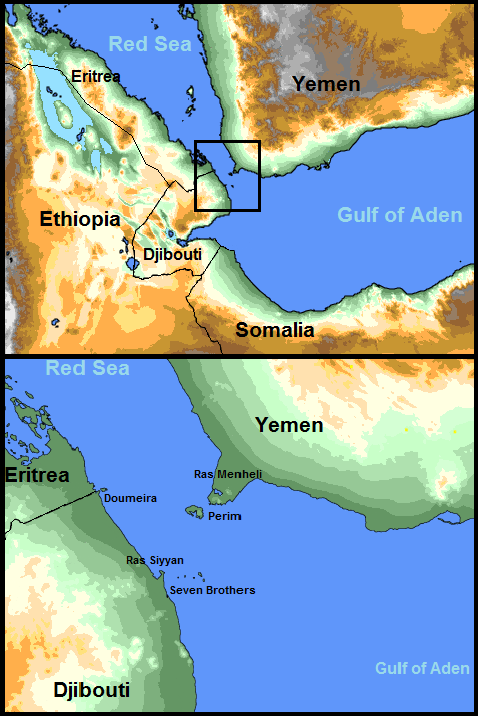
Strâmtoarea Bab-el-Mandeb

La 6 octombrie, forțele navale egiptene au ajuns la Strâmtoarea Bab el-Mandeb, unde au rupt tăcerea radio. Când la ora 14:00 a început Operațiunea Badr, contraamiralul Fuad Abu Zikry a autorizat flota, să instituie blocada printr-un cuvânt de cod. Submarinele egiptene și distrugătoarele au interceptat navele care traversau prin Strâmtoarea Bab-el-Mandeb spre Eilat, toată navigația maritimă israeliană în Marea Roșie încetând astfel. Blocada a fost un succes strategic pentru Egipt, în timp ce forțele aeriene și navale israeliene nu au putut ridica blocada din cauza distanței lungi dintre Israel și Strâmtoarea Bab-el-Mandeb. La intrarea în Golful Suez s-au plasat mine, pentru a împiedica Israelul să transporte petrol de la câmpurile petroliere din Peninsula Sinai în portul israelian Eilat. Istoricul Gammal Hammad susține, că o blocadă a fost impusă și în Marea Mediterană, în timp ce alte surse contestă acest lucru. În Israel stirile despre blocadă au fost cenzurate.
În afară de blocadă, marina egipteană a efectuat alte câteva misiuni. Coasta de artilerie de la Port Said a participat la pregătirea de foc prin bombardarea Fortului Budapesta și a Fortului Orkal, în timp ce artileria de coastă de la Suez a lovit ținte din fața Armatei a treia. Ambarcațiuni cu rachete au bombardat Rumana și Ras Beyron pe Mediterană, Ras Masala și Ras Sidr în Golful Suez și Sharm el Sheikh. Scafandrii au atacat instalațiile de petrol de la Bala'eem, dezactivând un echipament masiv de foraj.
Mai multe misiuni navale au avut loc între navele de rachete egiptene și israeliene de pe coastă dintre Port Said și Damietta , inclusiv una pe 8 octombrie, când o flotă de zece ambarcațiuni israeliene cu rachete a încercat să atace ținte de coastă de-a lungul deltei Nilului. Patru ambarcațiuni de rachete de clasă egipteană Osa s-au confruntat cu șase dintre ele, ducând la Bătălia de la Baltim, în care trei ambarcațiuni cu rachete egiptene au fost scufundate în patruzeci de minute, fără pierderi israeliene , Egiptul a pretins că a distrus patru "ținte" israeliene, trei au crezut că sunt nave cu torpile cu motor și o ambarcațiuni cu rachete.
Potrivit lui Chaim Herzog, Israel a răspuns cu o blocadă navală a Egiptului, care a afectat economia egipteană.  Cu toate acestea, rutele maritime către porturile principale ale Egiptului - Alexandria pe Marea Mediterană și portul Safaga pe Marea Roșie - au rămas sigure și deschise navigației pe durata războiului.

### 7 Octombrie

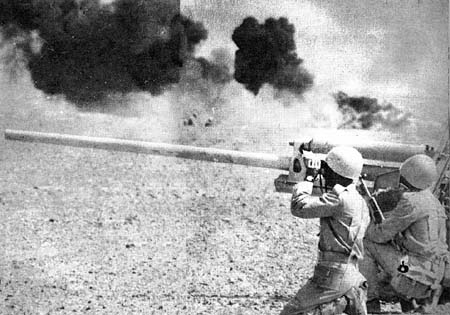
Artileria egipteană conducând un foc de baraj.

În primele ore ale zilei de duminică, 7 octombrie, imediat după miezul nopții, infanteria egipteană, acum cu suportul tancurilor, avansa pentru a-și extinde capul de pod. Formațiile blindate israeliene au avut pierderi grele, încercând în mod repetat să ajungă la Linia Bar-Lev, fiind dezorganizate și confuze. Multe unități israeliene s-au opus cu încăpățânare avansului egiptean. De două ori în noaptea de 6 octombrie până în 7 octombrie grupurile de tancuri și infanterie au pătruns în capetele de pod egiptene, pentru a ajunge pe linia canalului, unde au reușit să distrugă două poduri și mai multe feriboturi. Înconjurată din toate părțile, aceste unități au fost curând distruse. Înainte de răsărit, capetele de pod ajunseseră la o adâncime de 6-9 kilometri, iar unitățile israeliene atacate s-au retras. Cu un număr suficient de blindate în cele din urmă pe malul de est, au început să treacă întăriri ale infanteriei. În zori, pe 7 octombrie, un total de 50.000 de bărbați (aproximativ 10.000 la fiecare cap de pod) și 400 de tancuri egiptene ocupau cinci capuri de pod în Sinai, de-a lungul Canalului Suez. Forțele egiptene s-au reorganizat și și-au săpat șanțuri de apărare, așteptând contraatacurile israeliene.

#### Avansul egiptean

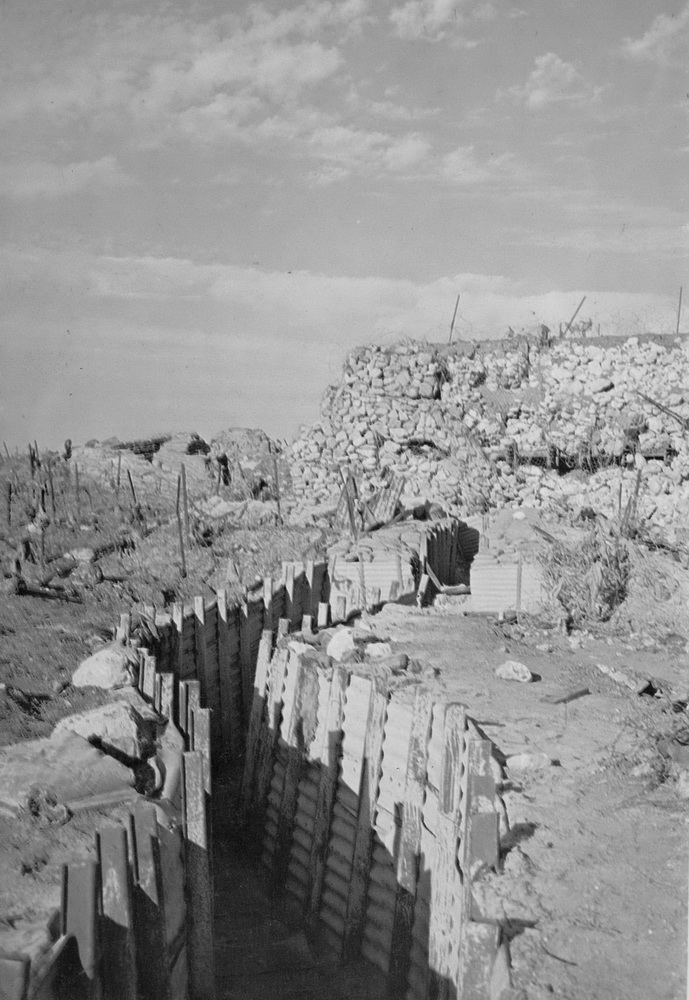
Un șanț de apărare la una din fortificațiile Liniei Bar-Lev, cu bunker în subsol.

David Elazar a continuat să îl instruiască pe Shmuel Gonen, să evacueze soldații de la puncte fortificate puternice, care nu erau încă înconjurate, chiar dacă până la 7 octombrie au fost înconjurate cele mai multe puncte de apărare israeliene. Pierderile egiptene până în dimineața zilei de 7 octombrie au fost doar 280 de morți și 20 de tancuri distruse. Pierderile israeliene erau mult mai grele; brigada din Linia Bar-Lev a fost complet înconjurată și majoritatea militarilor au căzut victime, în timp ce 200 au fost capturați. Pierderile de blindate au fost de 200-300 de tancuri distruse. O singură sursă pune pierderile la aproximativ 200 de blindate dimineața, dar mai multe atacuri de mărimea unor batalioane, pentru a recâștiga forturile din jurul lui El-Qantarah și pentru a ajunge la unele dintre forturile centrale și sudice au suferit pierderi suplimentare, cu peste 50 de tancuri distruse. În zilele următoare, unii dintre apărătorii din Linia Bar-Lev au reușit să treacă prin forțele egiptene și să se întoarcă la liniile israeliene sau au fost extrase de către forțele israeliene în contraatacuri, care au urmat mai târziu.
Pe măsură ce amploarea pierderilor israeliene a devenit clară, Gonen a luat decizia la prânz de a forma o linie defensivă pe Drumul Lateral, la 30 de kilometri est de canal, și a ordonat comandanților săi să se desfășoare corespunzător. La prânz, elemente ale Diviziei 162 a lui Avraham Adan și Divizia 143 a lui Ariel Sharon au început să ajungă pe front. În consecință, Gonen a împărțit frontul în trei comenzi divizionale: Adan a fost desfășurat în sectorul nordic, Sharon în sectorul central și Mandler în sectorul sudic. 
Luptele aeriene au continuat pe tot parcursul zilei, iar Comandamentul de Sud a primit rapoarte optimiste în după-amiaza zilei de la Forțele Aeriene ale Israelului (IAF), care au raportat distrugerea a șapte poduri improvizate peste canal, ultimul care a rămas fiind distrus până la lăsarea serii. De fapt, mai multe dintre podurile care fuseseră distruse erau obiective false. Podurile reale între timp, secțiunile deteriorate ale lor au fost reparate repede, fiind repuse în serviciu. Zece poduri grele au fost puse în timpul traversării (două poduri în sud însă nu erau operaționale). Pe 7 octombrie, cinci dintre aceste poduri au fost îndepărtate și plasate împreună cu două deja în rezervă, lăsând fiecare diviziune cu un pod greu și un pod ușor.

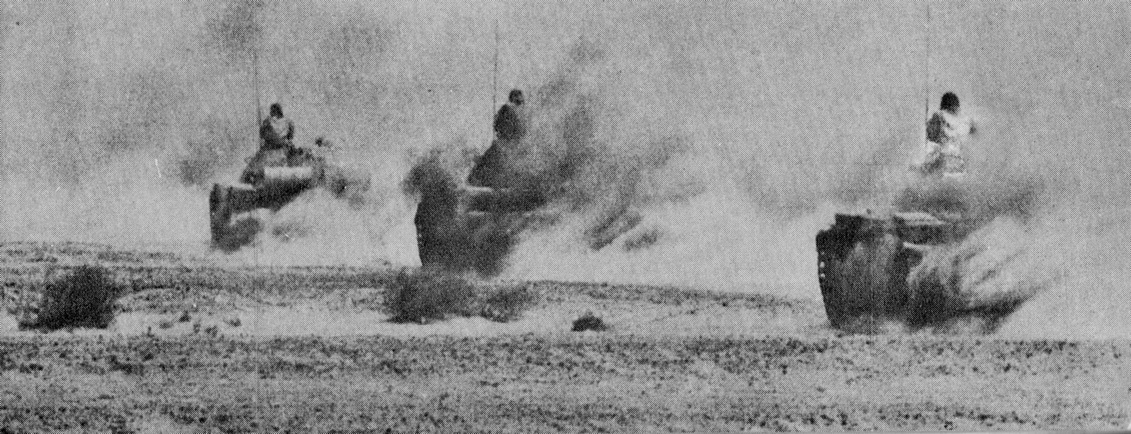
Tancuri egiptene avansând în Deșertul Sinai.

#### Progresul conflictului

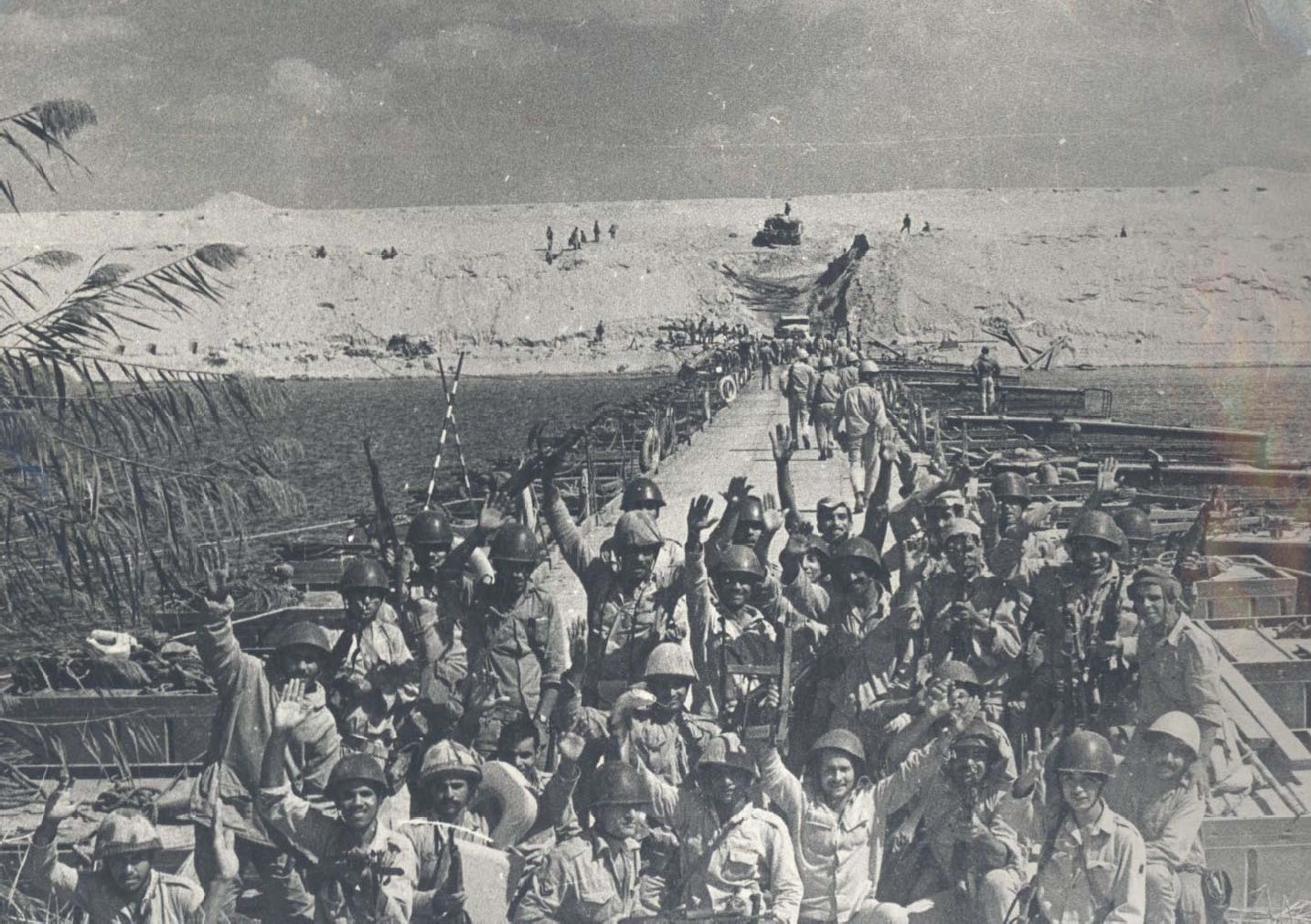
Soldați egipteni trecând unul dintre podurile de pontoane întinse peste canal

Forțele egiptene și-au lărgit capul în acea zi pentru a restrânge distanțele de 14-15 km între ele. Între timp, comandamentul a lucrat la organizarea forțelor sale pe malul de est. Trupele egiptene au trecut canalul cu provizii de 24 de ore. Până duminică a devenit necesar ca aceste forțe să fie aprovizionate, dar unitățile administrative și de aprovizionare erau în dezordine, iar la sud problemele legate de așezarea podurilor au continuat să îngreuneze eforturile de aprovizionare. Ziua de 7 octombrie au oferit o relativă acalmie din cauza luptelor intense care au avut loc, permițând egiptenilor să organizeze administrarea câmpului de luptă. La capul de pod al subdiviziunii Diviziei 19 în sud, toate eforturile de a pune trei poduri au fost abandonate din cauza dificultăților de teren. În schimb, materialele și blindatele destinate diviziei au fost transferate pe podurile din Divizia a 7-a spre nord, unde geniștii aveau mai mult succes în punerea podurilor.

#### Atacarea întăririlor israeliene care se îndreptau spre front
Luptele de-a lungul frontului nu au încetat în întregime pentru restul zilei, majoritatea participând la asediului apărării și punctelor fortificate israeliene care încă se împotriveau. Între timp unitățile de comando Sa'iqa, care au fost parașutate în Sinai în ziua precedentă au început să atace întăririle israeliene care se îndreptau spre front. Principalele zone de operare au fost pasul principal al muntelui, traseul de coastă nordic și în apropierea Golfului Suez. 
Un batalion, transportat în 18 elicoptere, a capturat pasul Ras Sidr la sud de Portul Tawfiq, în apropiere de Golful Suez. Pe drum patru elicoptere au fost doborâte, însă supraviețuitorii, inclusiv 9 membri ai echipajului, au reușit să se regrupeze cu restul batalionului. Batalionul și-a păstrat poziția pentru restul războiului în condiții extrem de dificile, împiedicând rezervele israeliene să utilizeze trecerea pentru a ajunge pe front. Două companii au încercat să se stabilească în centrul Peninsulei Sinai, între Tasa și Bir Gifgafa. Interdicția aeriană israeliană a determinat șase elicoptere să facă o aterizare forțată după ce au fost lovite, în timp ce două elicoptere s-au întors și s-au retras. Aterizările forțate au cauzat multe victime, în special datorită arsurilor, iar supraviețuitorii s-au întors spre liniile egiptene. Doar patru elicoptere au ajuns în zona de aterizare desemnată și nu au mai putut zbura încă o dată, indicând caracterul sinucigaș al acestor operațiuni. Deși a rămas doar o treime din forța inițială, comandoul Sa'iqa a reușit să blocheze rezervele israeliene ce se îndreptau spre canal timp de peste opt ore. Ambele companii au fost aproape complet distruse, suferind pierderi în jur de 150 de morți, inclusiv 15 ofițeri. Estimările israeliene pretind că au doborât între zece și douăzeci de elicoptere egiptene în prima zi a războiului.
În nordul peninsulei Sinai o companie Sa'iqa a ocupat poziția pe data de 6 octombrie de-a lungul drumului de coastă dintre Romani și Baluza. A doua zi, a atacat brigada blindată a colonelului Natke Nir, una dintre componentele diviziei Adan, distrugând aproximativ 18 tancuri și alte vehicule. Drumul de coastă a fost blocat pentru mai mult de cinci ore. Infanteria aeriană israeliană a fost trimisă să ajute blindatele, iar în continuarea luptei, alte 12 tancuri și încă 6 autoșenile au fost distruse. Aproximativ 30 de soldați ai brigăzii au fost uciși în timp ce comandoul egiptean Sa'iqa a suferit pierderi de 75 de morți . În plus față de întârzierea întăririlor israeliene, comandoul egiptean a efectuat și operațiuni de sabotaj. Rapoartele privind aceste operațiuni sunt controversate. Unele surse afirmă că comandourile au suferit multe pierderi și că nu au fost eficiente. Cu toate acestea, este clar că aceste operațiuni au provocat pierderi, confuzie și neliniște în rândul israelienilor, care au distras resurse pentru a combate aceste amenințări, în timp ce rezervele au fost întârziate. Un comandant al diviziei israeliene a felicitat comandoul Sa'iqa egiptean. ·  O sursă israeliană estimează că au fost doborâte douăzeci de elicoptere..
Orașul El Qantara a fost de asemenea spectacolul unor lupte acerbe atunci, când divizia a 18-a a atacat forțele israeliene în orașul părăsit de egipteni după Războiul de Șase Zile și împrejurimile sale. În dimineața devreme, comandantul diviziei, generalul de brigadă Fouad 'Aziz Ghali a ajuns, ca să-și stabilească postul de comandă în această poziție. Lupte  strânse și corp-la-corp au avut loc atunci, când egiptenii au început curățarea clădirilor orașului fantomă clădire după clădire. Luptele au fost intense și la sfârșitul zilei de 7 octombrie, orașul și periferia acestuia, precum și două fortificații din apropierea a liniei Bar-Lev, se aflau sub control egiptean. ·  · 

#### Conferința israeliană de la Umm Hașiba
David Elazar, încurajat de rapoartele succeselor IAF, a decis să viziteze Comandamentul de Sud al Israelului. El a fost însoțit de colaboratorul său, colonel Avner Shalev și fostul șef al Statului Major al Forțelor Terestre, Yitzhak Rabin. Elazar a sosit la postul de comandă la Gebel Umm Hashiba înaintea lui Gonen, la ora 18.45; șefii dintre cei prezenți au fost Gonen, Adan și Mandler. Sharon a sosit numai după încheierea ședinței. 
La conferință, în lumina micilor informații disponibile cu privire la dispozițiile și intențiile egiptene și datorită deficienței de infanterie și artilerie, comandanții au convenit că nu pot elibera punctele fortificate înconjurate de lângă canal în viitorul apropiat. A existat un consens general să atace forțele egiptene ca să îi dezorganizeze, dar nu au fost de acord  cum să facă acest lucru. Comandamentul de Sud se aștepta să aibă 640 de tancuri luni, pe 8 octombrie, dintre care 530 de tancuri ar fi distribuite între trei divizii: 200 de tancuri sub Adan, 180 sub Sharon și 150 sub Mandler după ce o parte din pierderi sale au fost înlocuite. Estimările au pus numărul tancurilor egiptene la 400, când erau de fapt 800 de tancuri egiptene peste canal până duminică seara. În lumina supremației aparente, Gonen a recomandat un atac frontal noaptea, Divizia 162 a lui Adan trecând spre malul vestic la El-Qantarah și Divizia 143 a lui Sharon care să traverseze în orașul Suez. Adan, cu toate acestea, lipsit de infanterie, a cerut o abordare prudentă până când mai multe rezerve ar fi ajuns pe front.
Și Elazar a favorizat prudența și a decis să efectueze un atac limitat în dimineața zilei de 8 octombrie. Adan va ataca spre sud Armata a II-a egipteană, rămânând departe de canal pentru a evita armele egiptene antitanc. Sharon va continua să sondeze inamicul spre sud către Ismailia, deoarece divizia sa s-a mutat în sectorul său, concentrându-se pe Tasa să-l susțină pe Adan, dacă este necesar. A rămas deschisă chestiunea trecerii canalului de către  israelieni în cazul în care egiptenii s-ar prăbuși sub contraatacurile israeliene. În cazul în care Adan ar reuși, Sharon va ataca capul de pod al celei de a Treia Armate într-o manieră asemănătoare cu Adan, apoi va traversa spre malul de vest al canalului. Mandler avea să rămână în defensivă, organizând divizia care fusese țintită pe locă de lupte și era formată din câteva duzini de tancuri. Elazar a subliniat în mod clar că nicio trecere a canalului și nici o încercare de a ajunge la punctele fortificate nu pot avea loc fără aprobarea lui. Reuniunea s-a încheiat la ora 22:00. 
Ulterior, Sharon a sosit după ce conferința s-a încheiat. Vorbind cu Gonen și cu ceilalți comandanți după plecarea lui Elazar, Sharon a recomandat un atac imediat pentru a elibera punctele fortificate înconjurate. Gonen a subliniat că acesta a fost cursul  acțiunilor israeliene în ultimele 14-16 ore fără nici un folos. Cu toate acestea, el nu l-a respins pe Sharon și i-a spus într-adevăr să se pregătească pentru un astfel de atac, promițând o decizie finală cu privire la această chestiune înainte de ora 6:00 în zori. Cu toate acestea, Sharon s-a conformat planului inițial pentru un atac limitat în ziua următoare.

### 8 Octombrie

#### Consolidarea capului de pod
Cele cinci capete de pod de dimensiunea unor divizii s-au consolidat luni, la 8 octombrie în două capete de pod de mărimea unor armate: Armata a II-a cu cele trei divizii ale sale ocupase El-Qantarah în nord spre Deversoir în sud, în timp ce Armata a III-a cu două divizii a ocupat capătul sudic al Lacurilor Amare până la un punct situat la sud-est de Portul Tawfiq (la capătul îndepărtat al canalului). Aceste două capete de pod au încorporat un total de 90.000 de oameni și 980 de tancuri, săpate în tranșee. Fiecare divizie a desfășurat, în conformitate cu planul operațiunii Badr, două brigăzi de infanterie în eșantionul său frontal și o brigadă mecanizată de infanterie în al doilea eșalon. În rezervă era o brigadă blindată. Egiptenii au stabilit o apărare anti-tanc de-a lungul liniilor lor, folosind rachete antitanc Sagger ATGM, RPG-uri, și aruncătoare antitanc fără recul B-10 și B-11.
În zori, în timp ce Divizia 2 și Divizia 16 din cadrul Armatei a II-a reduceau spațiul dintre ele, din greșeală au început să tragă unii asupra altora.
În timp ce urcau o creastă, două plutoane de tancuri din fiecare divizie s-au confruntat la o distanță de  460 m. Echipajele tancurilor au fost atât de agitate, încât au deschis focul imediat. Fiecare pluton a pierdut două din cele trei tancuri ale sale din cauza loviturilor directe în câteva minute, și mai mulți oameni au fost uciși.

## Legături externe
1. 1 2 3 4 5 6 7 8 9 10 11 12 13 14 15  en USMC Major Michael C. Jordan (1997). „The 1973 Arab-Israeli War: Arab Policies, Strategies, and Campaigns”. GlobalSecurity.org. Accesat în 20 aprilie 2009.
2. ↑  en Shazly, pp. 11–13
3. ↑  en Gawrych, p.8
4. ↑  Hammad, p.40
5. 1 2  en Gawrych, pp.10–11
6. 1 2 3  en Gawrych, p.11
7. ↑  en El Gamasy, pp.159–164
8. 1 2  en Gawrych, pp.1–19
9. ↑  Gawrych, pp.1, 19
10. ↑  en Al Jazeera Arabic قناة الجزيرة (8 septembrie 2009), شاهد على العصر- سعد الدين الشاذلي - الجزء الثامن, accesat în 8 august 2016
11. ↑  en Al Jazeera Arabic قناة الجزيرة (1 septembrie 2009), شاهد على العصر- سعد الدين الشاذلي - الجزء السابع, accesat în 8 august 2016
12. 1 2  Gamal Hammad, 2002, p=73.
13. 1 2 3 4  en Dr. George W. Gawrych, 1996, p=15–16.
14. 1 2  Gamal Hammad, 2002, p=112.
15. ↑  en Abdel Ghani el-Gamasy, 1993,p=224–225.
16. ↑  en Abdel Ghani el-Gamasy, 1993,p=224–225.
17. ↑  en Gamal Hammad, 2002, p=74.
18. 1 2  en Hammad, p.49
19. ↑  Gawrych, p.7
20. ↑  Joseph Yoon (27 iunie 2004). „Fighter Generations”. Accesat în 25 octombrie 2009.
21. ↑  „Phantom with Israel”. AT&T. 1 aprilie 2000. Arhivat din original la 29 aprilie 2009. Accesat în 29 aprilie 2009.
22. ↑  Gawrych, pp.19–20
23. ↑  Shazly, pp.28–29, 36–37
24. ↑  Shazly, pp.29, 109–118
25. ↑  „AT-3 SAGGER Anti-Tank Guided Missile”. Global Security. Accesat în 21 aprilie 2009.
26. ↑  Hammad, p.75
27. ↑  Shazly, pp.57–62
28. ↑  Hammad, p.76
29. ↑  Hammad, pp.76–77
30. ↑  Hammad, p.65, 77
31. ↑  Shazly, pp.201–203
32. ↑  Shazly, p.205
33. ↑  Hammad, p.67
34. ↑  Shazly, pp.38–39
35. 1 2 3  George W. Gawrych (1992). „Combined Arms in battle since 1939: Combat Engineering”. U.S. Army Command and General Staff College. Arhivat din original la 13 octombrie 2009. Accesat în 11 aprilie 2009.
36. ↑  Shazly, pp.53–54
37. 1 2  Gawrych, p.23
38. ↑  Shazly, p.208
39. ↑  Shazly, pp.209–210
40. ↑  Shazly, pp.207–208
41. ↑  El Gamasy, p.195
42. ↑  Hammad, p.100
43. ↑  El Gamasy, p.196
44. 1 2  Gawrych, p.24
45. ↑  Shazly, p.207, 209
46. ↑  Shazly, pp.212–213
47. ↑  El Gamasy, pp.196–197
48. 1 2 3  Gawrych, p.26
49. ↑  Shazly, pp.213–214
50. ↑  El Gamasy, p.197
51. ↑  El Gamasy, pp.197–198
52. ↑  Shazly, p.203
53. ↑  Gawrych, pp.23–24
54. ↑  en Rabinovich, Abraham (2005). The Yom Kippur War: The Epic Encounter That Transformed the Middle East. Schocken Books. p. 57. ISBN 0-8052-1124-1.
55. ↑  Gawrych, pp.26–27
56. ↑  en Hammad, pp.90–92
57. ↑  en Gawrych, p.28
58. ↑  en O'Ballance, p.69
59. ↑  en Hammad, pp.90–92, 108
60. ↑  en Arabs at War: Military Effectiveness (Pollack), page 108
61. ↑  en Hammad, p.140
62. ↑  Gawrych, p.37
63. ↑  en Hammad, p.141
64. ↑  en Hammad, p.139–140
65. ↑   en Hammad, p.141, Dupuy, p.416.
66. ↑  en Hammad, p.92
67. ↑  en Gawrych, pp.33–34
68. ↑  en Hammad, p.93
69. ↑  en Shazly, p.228
70. 1 2  en Saad el-Shazly, 2003, 229 pag.
71. ↑  en Gawrych, p.36
72. ↑  en Hammad, p.93–94
73. 1 2  en Hammad, p.94
74. 1 2  en Shazly, p.232
75. ↑  Hammad, p.639
76. ↑  Hammad, pp.642–643
77. ↑  en Hammad, pp.647–650
78. ↑  en Hammad, pp.652–657
79. ↑  en Hammad, pp.657–667
80. 1 2 3  en Hammad, pp.100–101
81. ↑  en Hammad, pp.101–102
82. ↑  en Herzog, Chaim; Shlomo Gazit (12 iulie 2005). The Arab-Israeli Wars: War and Peace in the Middle East. Vintage. p. 560. ISBN 1-4000-7963-2.
83. 1 2  en Dupuy, Trevor N. (2002). Elusive Victory: The Arab-Israeli Wars, 1947-1974. Military Book Club. ISBN 0-9654428-0-2.3
84. ↑  Rabinovich, Abraham (1988). The Boats of Cherbourg: The Secret Israeli Operation That Revolutionized Naval Warfare (ed. 1st). New York: Seaver Books. ISBN 978-0-8050-0680-3.
85. ↑  Herzog, 286
86. ↑  en Shazly, pp.231–232
87. ↑  en  Hammad, p.111
88. ↑  en Gawrych, p.39
89. ↑  en Hammad p.133
90. ↑  en Shazly, pp.232–233
91. ↑  en Gawrych, p.40
92. 1 2 3 4  en Gawrych, p.41
93. ↑  en Shazly, p.239
94. ↑  en Shazly, pp.233–234
95. ↑  en Hammad, pp.717–722
96. ↑  en Lon Nordeen and David Nicolle, Phoenix over the Nile, p.280
97. ↑  Gamal Hammad, 2002, pag. 718–719.
98. ↑  en Zeev Schiff, A History of the Israeli Army, pp. 274, anul 1985 pasaj 328, ISBN=0026071401
99. ↑  en Insight Team of the London Sunday Times, Yom Kippur War, editor Double Day and Company, Inc, an 1974, 528 pagini, paginile 169-170, ISBN=0743452577
100. ↑  Dr. George W. Gawrych, 1996, pag.37–38.
101. ↑  en  Abdel Ghani el-Gamasy, 1993, pag. 234–235
102. ↑  en Trevor N. Dupuy, 2002, pag. 417, 426.
103. ↑  en Edgar O'Ballance, an 1997, pag. 96.
104. ↑  en Dupuy, p.423
105. ↑  en Dupuy, p.424
106. ↑  en Gawrych, pp.41–42
107. ↑  Dupuy, p.425
108. ↑  en Gawrych, p.50
109. ↑  en Shazly, pp.235–236
110. ↑  Shazly, pp.238–239

1. ↑  Alternatively, Gawrych states that Sharon recommended a concentrated two-division attack against one of the Egyptian bridgeheads. Either way, the proposal was ultimately rejected and did not follow through. Gawrych, p.42.